# Вінсент ван Гог
Ві́нсент Ві́ллем ван Гог (нід. Vincent Willem van Gogh; [ˈvɪnsɛnt vaŋˈɣɔx]; 30 березня 1853 — 29 липня 1890) — нідерландський художник-постімпресіоніст, який є однією з найвідоміших і найвпливовіших постатей в історії західного мистецтва. За трохи більше як десятиліття створив близько 2100 художніх робіт, у тому числі близько 860 олійних картин, більшість з яких датовані останніми двома роками його життя. Роботи включають пейзажі, натюрморти, портрети та автопортрети, і характеризуються сміливими кольорами, а також драматичним, імпульсивним та виразним малярством. Його творчий спадок мав величезний вплив насамперед на французький живопис. За життя ван Гог не зумів здобути комерційного успіху, і у 37 років, після років психічної хвороби, депресії та бідності вчинив самогубство.

## Біографія

### Дитинство
Вінсент Віллем ван Гог народився 30 березня 1853 року в селі Гроот-Зундерт у провінції Північний Брабант на півдні Нідерландів. Його батьками були Теодор ван Гог, пастор Нідерландської реформаторської церкви, та Анна Корнелія Карбентус, дочка палітурника. Новонародженого назвали на честь дідуся Вінсента ван Гога (1789—1874, якому присуджено ступінь з теології у Лейденському університеті у 1811 році) та народженого роком раніше старшого брата, який помер у свій перший день життя. Висловлювались думки, що найменування на честь померлого могло сильно психологічно вплинути на молодого художника, і деякі елементи його мистецтва, такі як зображення пари чоловічих фігур можуть бути наслідком саме цієї події. Практика використання того самого імені не була незвичною в той час. Так, дід Вінсент мав шістьох синів, троє з яких стали продавцями творів мистецтва, включаючи одного з них — Вінсента. Своєю чергою, дід художника, можливо, був названий на честь дядька свого власного батька, успішного скульптора Вінсента ван Гога (1729—1802). Взагалі, мистецтво та релігія були двома видами діяльності, до яких тяжіла родина ван Гогів.
Через чотири роки після Вінсента, 1 травня 1857 року, народився його брат Теодорус (Тео). Був ще один брат Корнеліус та три сестри — Анна, Елізабет і Вільгельміна. У дитинстві ван Гог був серйозним, мовчазним та задумливим, віддавав перевагу прогулянкам або читанню на самоті. За спогадами Елізабет, юний Вінсент був «скоріше широкоплечим, ніж струнким, злегка сутулим через звичку ходити опустивши голову, з рудим коротко підстриженим волоссям під брилем, який затінював це дивне обличчя». Сам Вінсент ван Гог зізнавався, що його дитинство було досить похмурим, хоча йому й подобалось блукати полями та сосновим лісом поблизу дому. У 1860 році Вінсент вступив до сільської школи в Зундерті, де було близько 200 учнів та єдиний вчитель — католик. З 1861 року Вінсент та його сестра Анна навчались вдома з гувернанткою до 1 жовтня 1864 року, коли він поїхав до Зевенбергена (за 20 миль від дому), щоб навчатись у початковій школі-інтернаті Яна Провілі. Він страждав через те, що довелось поїхати з рідного дому, і згадував про це уже навіть в дорослому віці. 15 вересня 1866 року Вінсент поїхав до нової середньої школи — коледжу Віллема ІІ в Тілбурзі, де він, серед інших дисциплін, вивчав малювання. У березні 1868 року ван Гог несподівано покинув школу та повернувся додому. Про свої ранні роки він писав: «Моє дитинство було похмуре, холодне й безплідне…».

### Молоді роки
У липні 1869 року п'ятнадцятирічний Вінсент завдяки своєму дядькові-тезці на прізвисько Цент отримав місце артдилера в гаазькій філії художньо-торгової фірми «Goupil & Cie», в якій той був одним із співвласників. Фірма виставляла та торгувала картинами XVIII—XIX століть, а також деякими репродукціями старіших полотен. Вінсент швидко вчився оцінювати картини, хоча й писав у листі до своєї сестри Вільгельміни, що «лише десята частина полотен створюються з віри у мистецтво». До цього періоду відносять і його перші спроби малювати самому (збереглося декілька ескізів), однак юний Вінсент поки що не мріяв про художню кар'єру.
У червні 1873 року його перевели до лондонської філії. Це були щасливі часи для ван Гога: він був успішним у роботі й у віці 20 років вже заробляв більше за свого батька. Він закохався в дочку своєї домовласниці Юджин Лоєр, але коли він нарешті освідчився Урсулі, вона відмовила, пояснивши це тим, що вже таємно заручена з попереднім квартирантом. Після цього Вінсент ненадовго повернувся до батьківського дому, згодом його перевели у Париж, де він провів останні три місяці 1874 року. Після любовної невдачі ван Гог став більш відлюдкуватим та ревним щодо релігії. На роботі він обурювався тим, що твори мистецтва сприймаються як товар, і висловлював це клієнтам. У 1875 році ван Гог працював у Лондоні, де знову обурив роботодавців, звинувативши їх у тому, що торгівля картинами це організована злочинність. Врешті-решт 1 квітня 1876 року його звільнили.
Опинившись перед необхідністю обрати спосіб заробітку, ван Гог сказав: «Хочу утішати принижених. Думаю, що професія художника гарна, однак вважаю, що професія мого батька — святіша. Я хотів би бути таким, як він…». Він повернувся до Англії, щоби працювати безоплатно  тимчасовим вчителем у пансіоні Стоукса біля гавані у Рамсгейті; він пізніше зробив декілька ескізів того краєвиду. Незабаром власник школи переїхав до Айлворта (Мідлсекс), а про платню практикантові навіть і не згадував. Вінсент вирішив теж перебратися на нове місце, де став помічником методистського священника Джонса у прагненні «усюди проповідувати слово Боже». На Різдво того року він повернувся додому, потім протягом шести місяців працював у книжковому магазині в Дордрехті, але ця нова робота не подобалася йому, і він витрачав більшість свого часу в комірці магазину роблячи замальовки або перекладаючи вірші з Біблії англійською, французькою та німецькою.
Щоб підтримати бажання Вінсента стати пастором, родина відправила його в травні 1877 року до Амстердаму, де він жив у свого дядька Яна ван Гога. Вінсент готувався до вступних іспитів до університету, вивчаючи теологію зі своїм дядьком Йоханесом Стрікером, поважним теологом, який мав публікації в «Житті Ісуса». Для навчання в університеті Вінсент упродовж року вивчав грецьку, латину та математику (він сам назвав цей час «найгіршим у житті»), але провалив іспити і в липні 1878 року повернувся до батьківського дому. Після цього він не надто успішно навчався на тримісячних курсах для священників при Протестантській місіонерській школі в Лаекені біля Брюсселя.

### Нідерландський період
У січні 1879 року ван Гог почав працювати як місіонер у бельгійському шахтарському селищі Вам. Він навчав дітей грамоті, викладав їм Закон Божий, доглядав за хворими, а у вільний час малював. У виконанні своїх обов'язків він заходив досить далеко: жив у бараці, часто спав на соломі, віддавав увесь свій теплий одяг іншим і харчувався залишками їжі. Такий спосіб життя та надмірна ревність Вінсента обурили представників церкви, а коли він став на бік шахтарів під час одного страйку  йому заборонили надалі проповідувати. Вінсент не захотів залишати уподобану місцину і переїхав у найближче село, де прожив рік у злиднях, змальовуючи жахливі умови життя шахтарських сімей. Саме тоді він зрозумів, що «теологія — неймовірне шахрайство» і що його покликання — живопис. Інколи йому вдавалось вимінювати свої малюнки на кусень хліба. Один шахтар надав йому притулок у своєму житлі; Вінсент часто малював надворі на великих куснях паперу, яким не знаходилось місця у тісному помешканні. Вінсент звернувся за допомогою до свого брата Тео, який надав йому кошти для переїзду до маленького готелю у Брюсселі в жовтні 1880 року.
У квітні 1881 року ван Гог переїхав до маєтку батьків у Етені. Влітку він закохався у двоюрідну сестру Корнелію Адріану Фос-Стріккер (Кеє), запропонував їй одружитися, але та рішуче відмовилася. Оскільки на його листи до Корнелії він не отримував відповіді, Вінсент вирішив зустрітися з нею у батьківському домі в Амстердамі. У домі дядька Стріккера Вінсент підніс руку до полум'я лампи і попросив дозволу бачити Кеє стільки, скільки його рука витримає жар вогню. Дядько лише погасив полум'я лампи, і Вінсент був змушений піти, принижений цією ситуацією. Родичі назвали його настирливість «огидною».
Батько назвав Вінсента, який вважав релігію «лігвом фарисейства», нездарою і вигнав із дому. Ван Гог поїхав у Гаагу. У цей час брат Тео і художник Антон Мауве морально підтримували його й заохочували до подальшої художньої творчості. Мауве навчив його малювати акварельними фарбами та позичив гроші, щоб винайняти невеличку студію біля залізничної станції. Незабаром Вінсент посварився і з ним, оскільки Антуан не схвалював його стосунків з повією Класіною Марією Горнік (Крістієн або Сьєн). Ван Гог знайшов хвору Сьєн на вулиці, де вона попри вагітність змушена була продавати себе. Вінсент прихистив її з дітьми у себе (останній народився вже при ньому) і навіть висловив намір одружитися, що призвело до остаточного розриву з батьком. Це було життя сповнене відчаю та злиднів, проте сам ван Гог вважав це ідилією: він міг займатися живописом і використовував Сьєн як натурницю; тому за цей час він значно виріс як художник. 1883 року Вінсент покинув Сьєн та поїхав з Гааги. Він все частіше писав олією, багато їздив Північною Голландією, малюючи пейзажі та портрети місцевих мешканців.
5 грудня 1883 року Вінсент повернувся у Нюенен до батьків, які знову дорікнули йому тим, що він живе за братів кошт. Конфлікти з рідними почастішали. Незабаром у приватному житті Вінсента трапилась чергова драма. У ван Гога закохалася сорокарічна сусідка Марго Бегеман. Вінсент освідчився їй в коханні, але батьки сусідки не дали дозволу на шлюб. Марго у відчаї намагалась отруїтися. Її вдалося врятувати, але стосунки між нею та Вінсентом були безнадійно зруйновані. 26 березня 1885 року від інфаркту міокарда помер батько Вінсента. Його смерть посилила розрив художника з рештою родичів, окрім брата Тео, який з цієї миті став для нього ще ближчим.

### Творчість у 1885 році

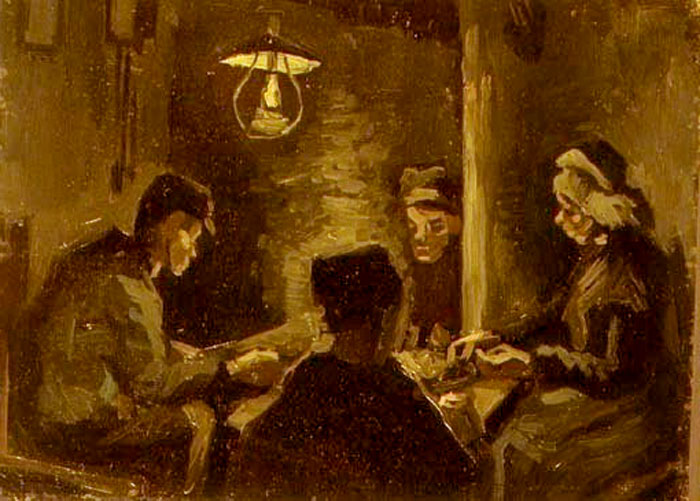
«Їдці картоплі», первісна композиція, квітень 1885 року.

У 1885 році ван Гог закінчив малювати «Їдців картоплі» (нідерландською De Aardappeleters), яку часто називають його першим шедевром. Над цією картиною Вінсент працював весь квітень, роблячи безліч ескізів для остаточної версії, написаної олією на полотні. На картині зображено родину селян, які вечеряють картоплею при світлі лампи. Художнику вдалось реалістично передати сцену побуту селян. Вінсент сказав про неї так: «Я намагався підкреслити, що люди, які їдять картоплю при світлі лампи, риють землю тими ж руками, які кладуть у тарілку; … те, як вони чесно заробили свою їжу. Я хотів передати враження від побуту людей, який відрізняється від нашого. Тому я зовсім не очікую, що всім сподобається або всі будуть захоплюватися». Цю картину було вперше виставлено у серпні 1885 року в Гаазі. Критики нарікали на грубий мазок та викривлення фігур, проте брат Тео був більш завбачливий у своїй оцінці: «Почекайте і побачите чи є у нього талант. Я вважаю, що є. Якщо він досягне успіху у своїй роботі, то стане великою людиною». Під час свого дворічного перебування у Нюенені ван Гог намалював багато акварелей та близько 200 картин олією. Картини цього періоду відзначаються темними, земельними кольорами, які контрастують з яскравими барвами пізніших періодів творчості художника.
Серед авторитетів ван Гога — французький художник Міллє. Особливо захопила ван Гога композиція «Сіяч» і він зробив свою інтерпретацію композиції Міллє.

### У школі Кормона

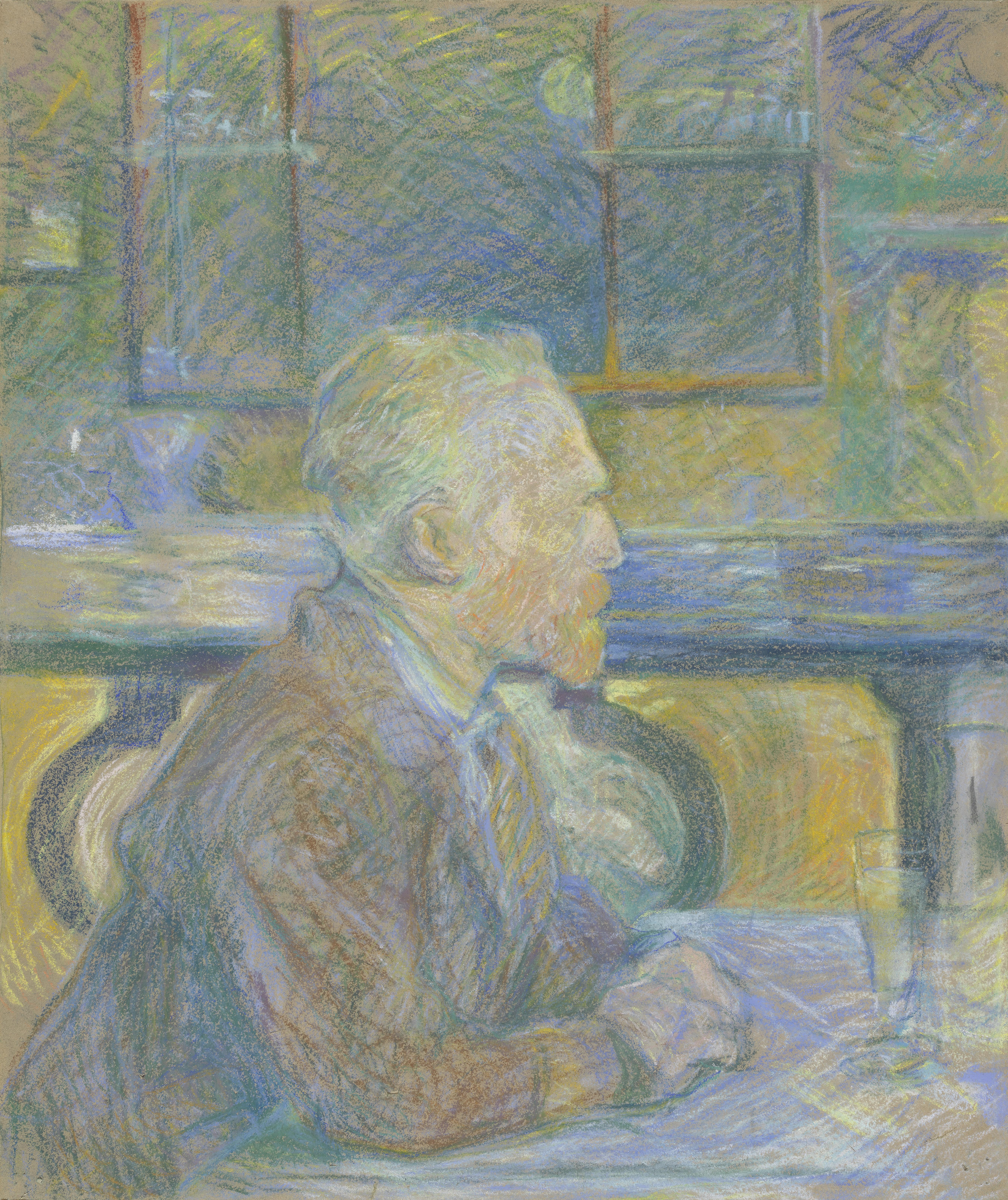
Портрет ван Гога в техніці пастель, Тулуз-Лотрек.

У листопаді 1885 року ван Гог переїхав до Антверпена, де поступив до безплатної школи малювання. Там він бентежив керівництво своєю неврівноваженістю. Розчарований, кинув навчання і 27 лютого 1886 року прибув у Париж до брата Тео, який на той час уже декілька років керував французькою філією галереї Гупіля. Вирішивши вивчати образотворче мистецтво, Вінсент вступив на навчання до відомого живописця Фернана Кормона. Саме там він подружився із завсідником нічних притонів художником-початківцем — графом Анрі де Тулуз-Лотреком. Невдовзі ван Гог зрозумів, що Кормон не виправдав його сподівань, і пішов з його школи.

Завдячуючи брату Тео та його зв'язкам в аристократичних колах, Вінсент відкрив для себе імпресіоністів. Він відвідував численні виставки, на яких виставлялись роботи Деґа, Моне, Піссарро та Сіслея. У галереї Тео Вінсент побачив твори Мане, фактура й колорит яких справили на нього сильне враження. Від Тео він дізнався про Ґоґена, з яким познайомився ближче, але в паризький період більше товаришував з Полем Сіньяком та Емілем Бернаром. Художниця Сюзанна Валадон згадувала, як ван Гог відвідував майстерню Тулуз-Лотрека: 
|  | Він приходив на наші щотижневі зібрання зі своїм важким полотном, ставив його в кутку… і чекав, щоб на нього звернули увагу. Однак ніхто не цікавився ним. Ван Гог сідав навпроти картини, стежачи за поглядами присутніх, але в розмови не встрявав. Нарешті, втративши терпіння, брав свою картину і виходив. Через тиждень з'являвся знову — і повторювалась та ж пантоміма. |

Захоплення ван Гога імпресіонізмом тривало недовго — художник зрозумів, що його живопис має бути абсолютно іншим. Він вирішив, що тільки прозоре повітря та яскраве сонце півдня зможуть надати його полотнам тих кольорів, про які він мріяв. Пізніше Вінсент написав: «Художник майбутнього буде колористом». Він мріяв поїхати на південь та заснувати там товариство художників нового типу: «Майбутнє нового мистецтва знаходиться на півдні». Тулуз-Лотрек розповів йому про Арль. Прийшла зима 1888 року, і ван Гог, втомлений Парижем та довгою відсутністю сонця, погано себе почував, прагнув на південь і зрештою вирушив до Провансу.

### Захоплення японським мистецтвом
Ван Гог був великим шанувальником японського мистецтва. Він писав, що воно робило його щасливим і веселим. Він зробив три картини за японськими гравюрами з власної колекції. Це дало йому можливість вивчити стиль японських друкарів та використання кольорів.
Перша з цих копій зроблена у 1887 році з картини Сливовий парк в Камейдо Утаґави Хірошіґе. Ван Гог точно відтворив композицію, але зробив кольори набагато інтенсивнішими. Він замінив чорний і сірий стовбур дерева Хірошіге на червоні та сині тони. Він також додав дві оранжеві рамки з японськими символами для декоративного та екзотичного ефекту.

### Арль

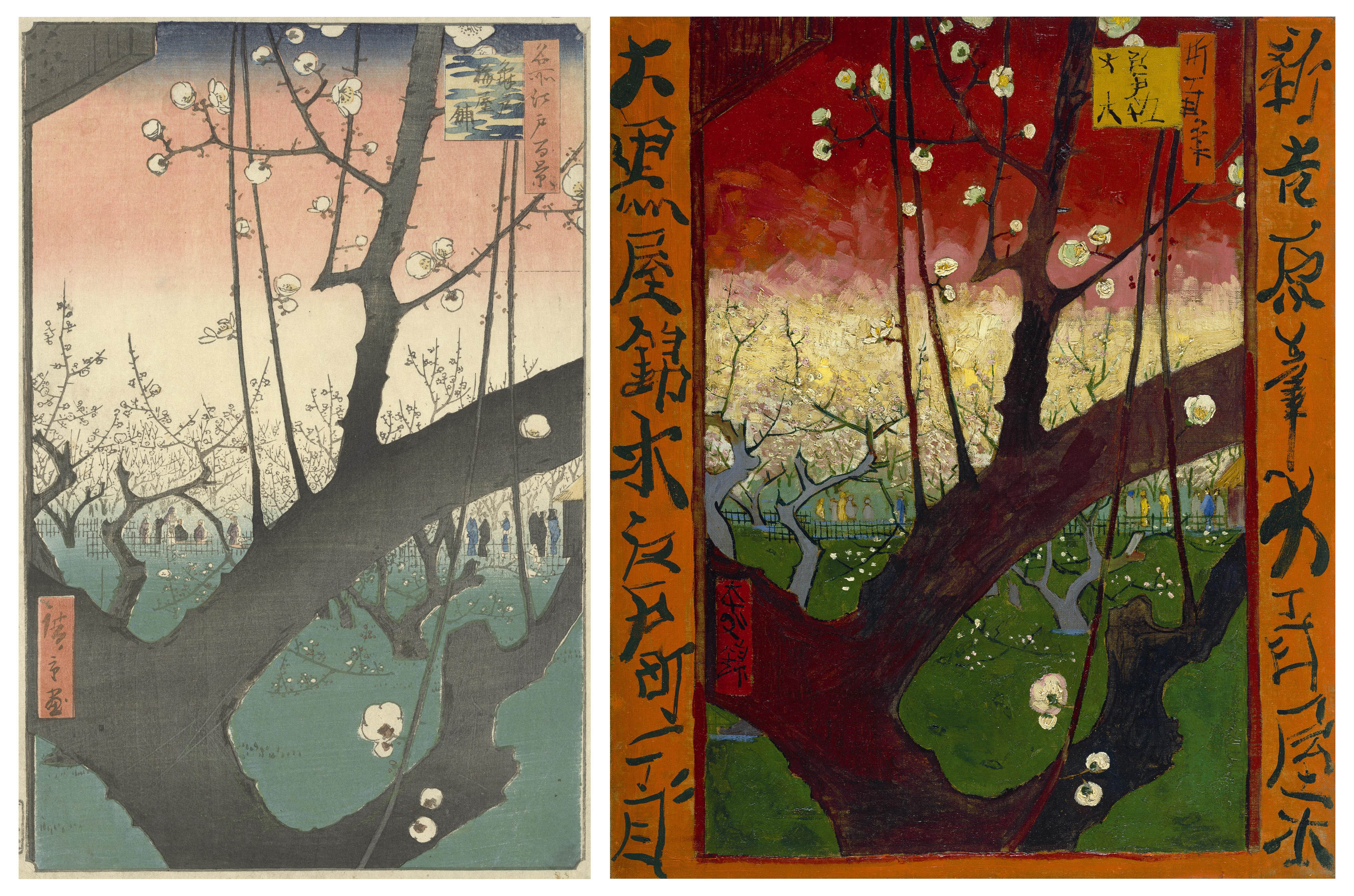
Оригінальний принт Хірошіґе Сливовий парк в Камейдо на дерев'яних блоках і копія Ван Гога в олії

20 лютого 1888 року Вінсент ван Гог приїхав до Арля. Він був приємно здивований красою природи. Саме так художник уявляв Японію: «Засніжений краєвид з білими верхівками дерев, які підносяться до неба й осяяні світлом, нагадує намальовані японцями зимові пейзажі». Невдовзі почалася весна — вибух кольорів та запахів. «Я невтомно працюю…» — написав він братові, котрий надіслав йому грошей та піклувався про показ його нових полотен на Незалежному Салоні.
У середині червня Вінсент провів декілька днів у Сен-Марі-де-ла-Мар, де відкрив для себе Середземне море з його надзвичайним нічним небом. Повернувшись до Арлю, він писав палко, натхненно. Ван Гог подружився з місцевим листоношею Руленом та підпоручиком Мілетом, але самотність все ж дошкуляла йому. Він запросив Ґоґена приїхати до нього в гості за кошт свого брата Тео. Ґоґен з'явився в Арлі 28 жовтня 1888 року і знайшов ван Гога знесиленим та виснаженим роботою. Перші дев'ять тижнів пройшли мирно: Ґоґен навчав ван Гога техніки письма «по пам'яті», Вінсент зображував їх двох у вигляді стільців («Стілець Вінсента з люлькою» та «Крісло Гогена»). Радість спільного існування була недовгою — Ґоґен намагався встановити свої правила: почав з майстерні та спільних фінансів, а потім почав нав'язувати своє бачення мистецтва. Взаємини двох митців ставали все складнішими, ван Гог та Ґоґен весь час сварилися. Коли Ґоґен написав портрет ван Гога, Вінсент оголосив, що це його «портрет божевільного». Ці слова виявилися пророчими; душевна хвороба ван Гога почала стрімко прогресувати: з ним часто траплялись епілептичні напади, після яких він починав їсти фарбу.
Зрештою 23 грудня ввечері ван Гог під впливом душевного розладу накинувся на Ґоґена з бритвою у руці. Ґоґен, не кажучи ні слова, подивився Вінсенту прямо в очі й той відступив. Після цього Ґоґен пішов до готелю, а Вінсент повернувся до себе, відрізав нижню частину лівого вуха, загорнув її в ганчірку й відніс у бордель до повії Рашель, наказуючи «берегти цю річ». Жінка знепритомніла, а ван Гог, хитаючись, повернувся до себе і впав виснажений. Там його і знайшла поліція й відвезла у лікарню для душевнохворих, де його відвідав брат Тео. Ґоґен тим часом поїхав з Арля, так і не попрощавшись.
І фізичний, і душевний стан ван Гога був дуже тяжким: він втратив багато крові, напади безумства ставали частішими. Тільки після тижня страшних галюцинацій та епілептичного нападу до нього прийшов спокій. 7 січня 1889 року Вінсент повернувся додому, де на нього чекають погані новини: немає грошей, хазяїн збирається відмовити йому в житлі, брат заручився, а єдиний друг Рулен збирається поїхати з Арля. Ван Гога мучили нічні жахіття, його стан весь час змінювався від ейфорії до крайньої пригніченості. Тим не менш він багато писав. Саме в цей час створені відомі автопортрети, наприклад «Автопортрет з люлькою» та «Автопортрет з відрізаним вухом та люлькою».

### Лікарня в Сен-Ремі
Жителі міста висловлювали незадоволення поведінкою ван Гога, сусідські діти кидали у нього камінням й обзивали дурнем. Петиція про його запроторювання до шпиталю зібрала 81 підпис. Усвідомлюючи свій стан, ван Гог сам погодився лягти в лікарню для душевнохворих. До лікарні Сен-Поль у Сен-Ремі-де-Прованс він прибув 8 травня. Йому поставили діагноз «скронева епілепсія» (сформульовано як «гостра манія зі слуховими та зоровими галюцинаціями») й призначили лікування таблетками та «гідротерапією» (періодичним занурюванням у ванну з водою). Стан ван Гога стабілізувався, і йому дозволили малювати. У середині червня художник створив один з найвідоміших своїх шедеврів — «Зоряну ніч». Ван Гог прожив у Сан-Ремі рік, мешкаючи у одній кімнаті та обладнавши іншу під студію. За цей час він написав близько 140 картин, і за власним зізнанням почувався краще: «Тут я почуваюсь щасливішим за роботою, аніж на вулиці».
У середині липня у ван Гога стався новий напад, і його позбавили останньої радості: можливості малювати. Побоюючись, що він може отруїти себе, лікарі конфіскували його фарби. Коли виснажений Вінсент нарешті прийшов до тями, він усвідомив, наскільки серйозно він хворий. Тео нічим не міг зарадити братові: на початку року він сам сильно хворів, а згодом у нього народився син, якому дали ім'я на честь дядька — Вінсент Віллем.
20 грудня 1889 року ван Гог вийшов із шпиталю, щоб на два дні поїхати в Арль. 23 грудня, рівно через рік після відрізання мочки вуха, його звалив з ніг напад хвороби, ще жахливіший, ніж попередні. Цей напад тягнувся близько тижня, ван Гог намагався отруїтися власними фарбами. Коли художнику полегшало, він знову почав малювати. Тепер його переслідувала нова ідея — поїхати, залишити нарешті це прокляте місце, покінчити з Арлем. Він пише братові: «Мій виїзд виявися катастрофою». 16 травня 1890 року він сів у потяг, який прямував до Парижу.

### Виставка імпресіоністів
Картини ван Гога «Іриси» та «Зоряна ніч» були схвально зустрінуті на осінньому салоні у Парижі, а ще десять картин було відібрано після того, як Клод Моне оголосив роботи Вінсента найкращими на всій виставці. Деякі картини були відвезені на виставку «Ле Вен» у Брюсселі, і навіть продано за 400 франків, завдячуючи дуже сприятливому відгуку критика Альбера Орьє.

### Після повернення у Париж

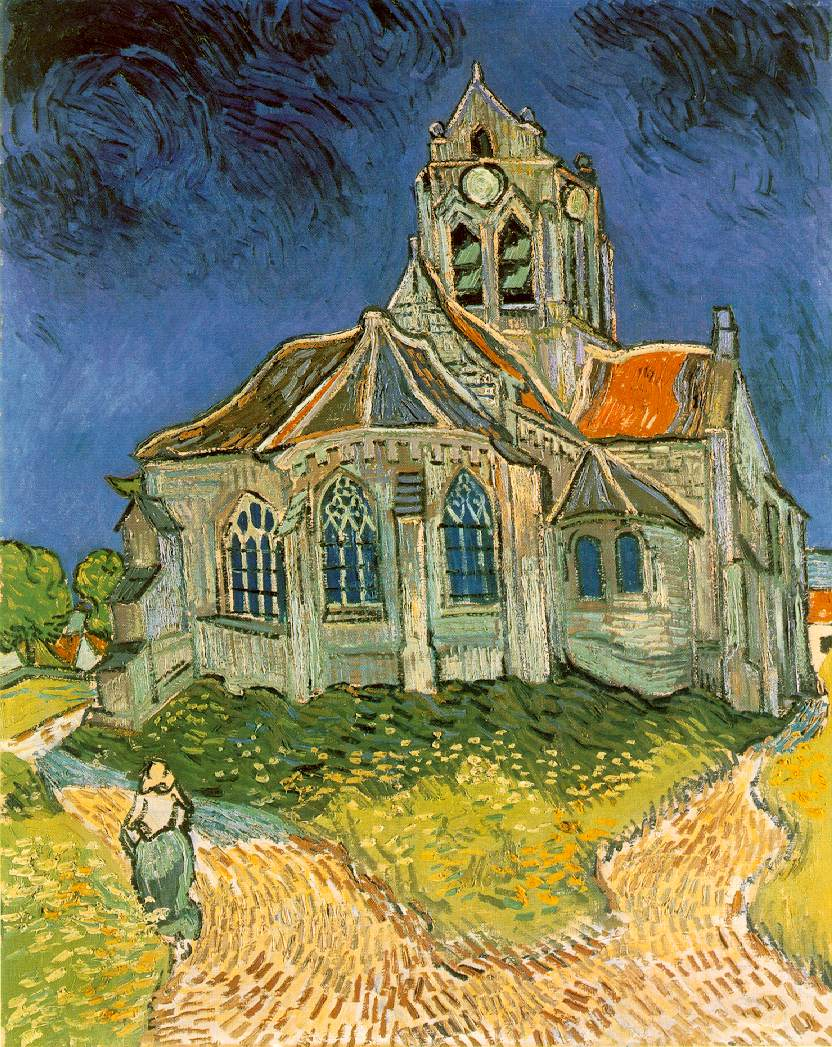
Церква в Овері, 1890 рік.

Подорож пройшла без проблем, Вінсент був тепло прийнятий братами. Про Йоганну, дружину Тео, у нього склалося враження як про сердечну та інтелігентну жінку. Незважаючи на погане самопочуття, він вже через кілька днів вирушив до Овер-сюр-Уаза, куди його запросив шанувальник образотворчого мистецтва та прибічник імпресіонізму терапевт-гомеопат лікар Поль Гаше. В Овер-сюр-Уазі ван Гог багато писав. Підрахували, що в цьому містечку художник створив близько 70 картин. Деякі стали справжніми перлинами творчості майстра: «Церква в Овері», Портрет лікаря Гаше тощо. Зустрічі з лікарем не позбавили ван Гога допитливості та гострих оцінок. Йому подобалися околиці міста, та й сам лікар Гаше, якого він вважав сердечним та оптимістичним, хоча й хворим не менше за нього самого. На початку травня 1890 року Вінсент вирушив на чотири дні до Парижа. Там він зустрівся з багатьма художниками, проте ці дні виявились дуже виснажливими для Вінсента як у фізичному, так і у психологічному плані, тому він повернувся до Овер-сюр-Уаза.
8 червня провідати брата приїхав Тео з дружиною та дитиною, і Вінсент провів чудовий день у родинному колі. Через місяць ван Гог вирішив сам поїхати на кілька днів до Тео у Париж. Там між братами сталася сварка з приводу грошей та умов, у яких Тео зберігав картини Вінсента у Парижі. Вінсент відчув, що став тягарем для брата, фінансові справи якого погіршились й того самого дня повернувся до Овер-сюр-Уаза. У листі до Тео Вінсент писав: «Я ризикував своїм життям заради своєї роботи, і вона вартувала мені половини мого глузду».
Ввечері 27 липня 1890 року ван Гог вийшов з дому із мольбертом й фарбами та попрямував до пшеничного поля. Там він дістав позичений у когось із знайомих револьвер і вистрілив собі в груди. Тяжко поранений, він повернувся до готелю, де його і знайшли доктор Гаше та місцевий терапевт. Гаше відправив повідомлення брату Вінсента, і Тео приїхав наступного дня. Останні хвилини життя Вінсент стискав руку брата, який і почув останні слова ван Гога: «Мені хотілось би піти з життя ось так». Вночі у Вінсента почався епілептичний напад. О 1:30 ночі 29 липня 1890 року Вінсент ван Гог пішов з життя.

## Дискусія про божевілля
Останні роки життя Вінсента ван Гога, можливі витоки його зрілої творчості й причини неадекватних вчинків неодноразово аналізувалися численними критиками, мистецтвознавцями і медиками, які не дійшли згоди в цьому складному питанні. Більшість визнають у художника наявність гострого психічного розладу принаймні в останні два роки життя. Слабкі прояви психологічної напруги в творах художника зауважували навіть його колеги по мистецькому цеху, наприклад, Поль Сезанн, ознайомившись з полотнами ван Гога, висловився так: «Ваш живопис — це живопис божевільної людини».
Тривають суперечки щодо діагнозу. У лікарні Сен-Ремі до ван Гога застосовували радше симптоматичне лікування, тому посмертний аналіз поведінки дозволяє зробити декілька припущень. Жан Кокто висловлював припущення, що ван Гог хворів на шизофренію. Психіатри Доато, Леруа, Ламбіот, Гасто дотримуються думки, що у ван Гога був епілептичний психоз, найбільш помірковані вважають, що він потерпав від наслідків недолікованого сифілісу. Серед альтернативних версій, яких дотримувався останній лікар ван Гога Поль Гаше,  — отруєння скипидарними випарами олійних фарб, яке спричинило періодичні напади, або тяжкі наслідки одного чи кількох теплових ударів, які могли статися під час роботи в полі влітку 1888 року.

## Спадщина художника
За останні 10 років свого життя Вінсент ван Гог встиг створити близько 800 картин і понад 900 графічних творів.
Починаючи з перших виставок його творів наприкінці 1880-х років слава ван Гога постійно зростала серед його колег та художніх критиків, а також серед артдилерів та колекціонерів. Після його смерті художні виставки були організовані в Брюсселі, Парижі, Гаазі та Антверпені. На початку XX-го сторіччя виставки супроводжувалися широкою ретроспективою в Парижі (1901 та 1905 роки), Амстердамі (1905), Кельні (1912), Нью-Йорку (1913) та Берліні (1914). Це викликало помітний поштовх для творчості нової генерації художників.
Французькі фовісти, включаючи Анрі Матісса, розширили використання ван Гогом кольору та свободу в його застосуванні, як це зробили німецькі імпресіоністи з групи Брюке. Абстрактний імпресіонізм 1950-х років використав надбання ван Гога у мові жестів. У 1957 році англо-ірландський художник Френсіс Бекон поклав в основу декількох творів репродукції картини ван Гога «Художник на шляху до роботи» (яка була знищена під час Другої світової війни).

## Портрети роботи ван Гога
- Селянин з Нюенена, 1885, Брюссель
- Пан з люлькою, 1887, Фонд Барнса, Меріон, США
- Папаша Тангі, 1887, музей Родена
- Огастіна Сегаторі, 1887
- Зуав (ван Гог), 1888, приватна збірка
- Так звана Мусме, 1888, Вашингтон, Національна галерея
- Поштар Жозеф Рулен, малюнок до портрета, 1888, музей Гетті, Лос-Анджелес
- Поштар (Жозеф Рулен), Бостон
- Арман Рулен, три різні варіанти
- Старий селянин, два варіанти
- Італійка, 1888, музей д'Орсе
- Ежен Бош, 1888, музей д'Орсе
- Поль-Ежен Мілле,1888, музей Креллер-Мюллер
- Фелікс Рей, 1888, Музей образотворчих мистецтв імені Пушкіна, Москва
- Слуга (гарсон), 1889, Національна галерея сучасного мистецтва, Рим
- Лікар Гаше, два варіанти
- Маргеріта Гаше, 1890, Кунстмузей, Базель
- Аделіна Ріво, 1890, приватна збірка

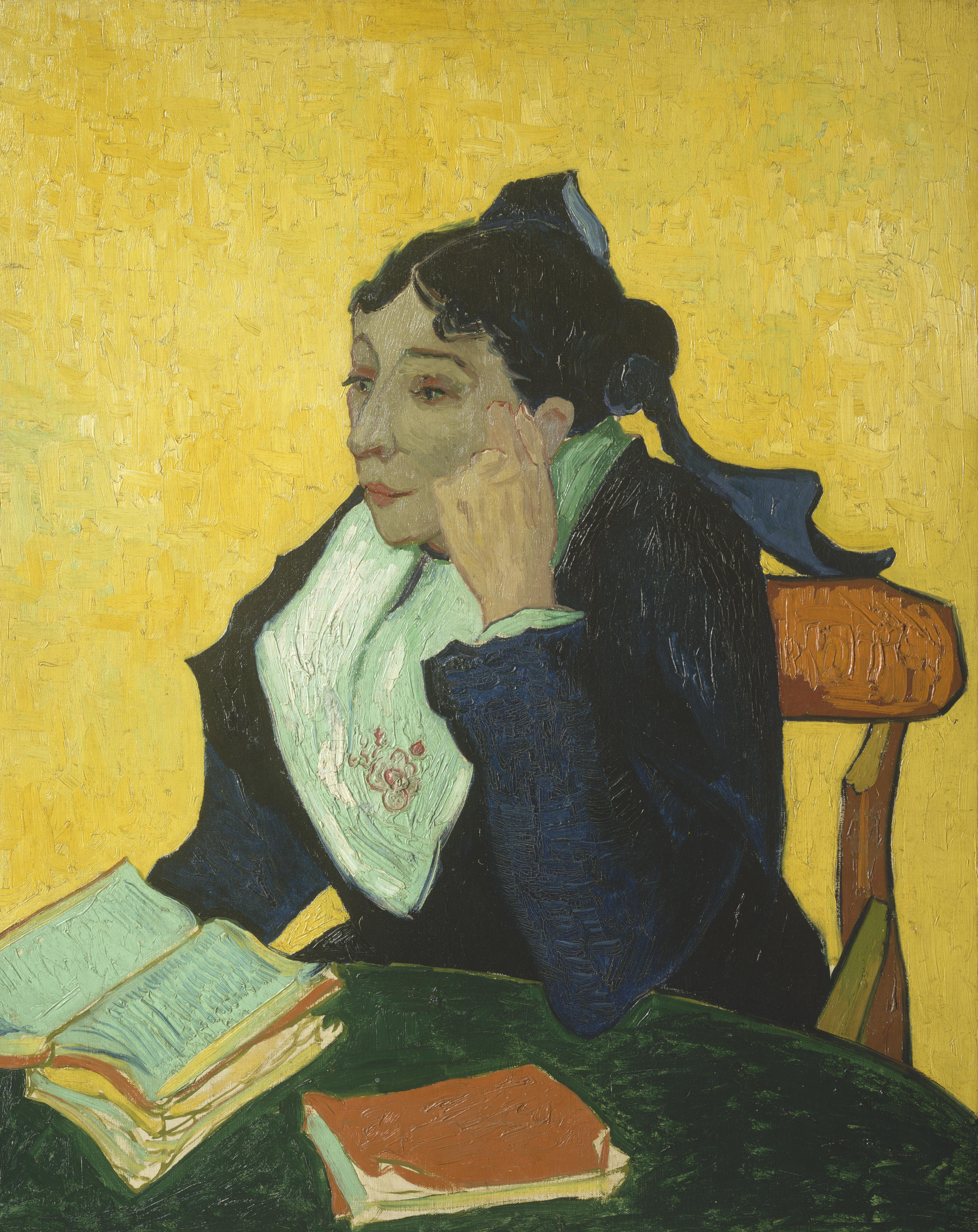
«Арлезіанка» (1888)
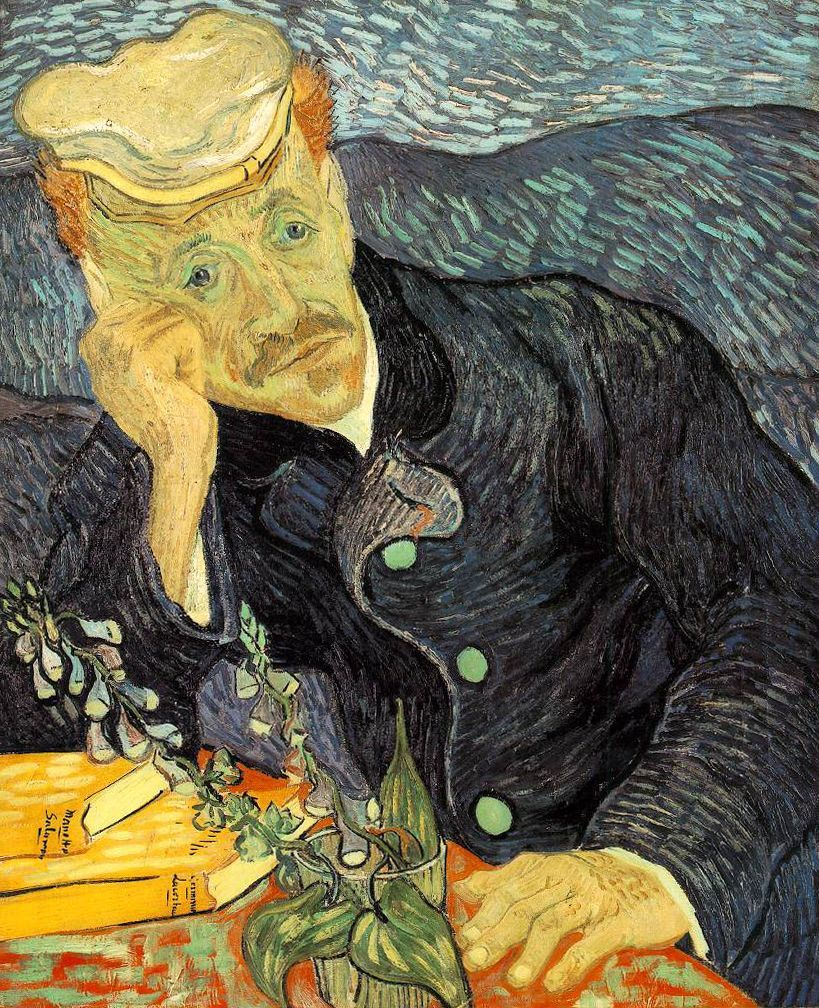
«Портрет доктора Гаше» (1890)
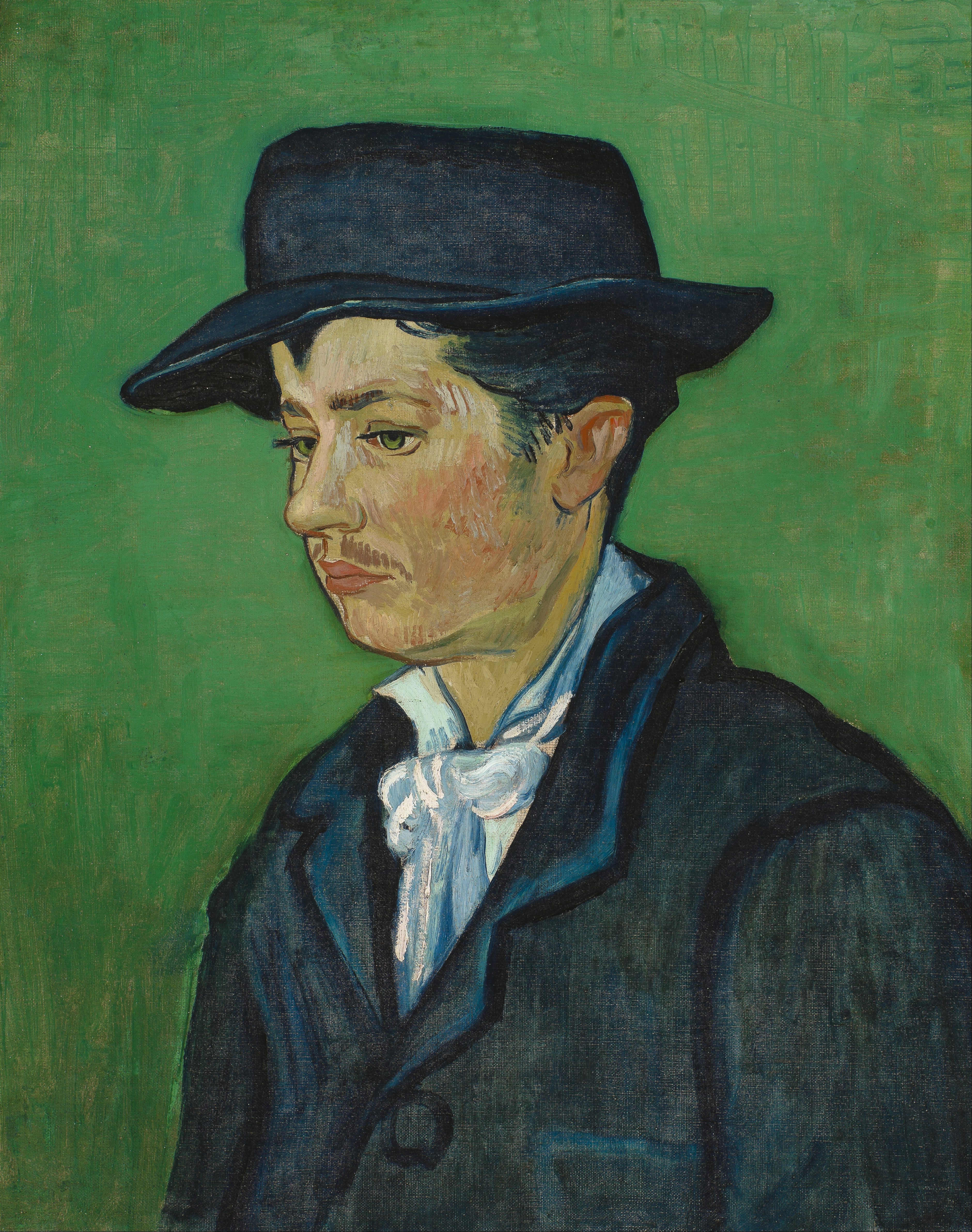
"Портрет Арманда Руліна" 1888

## Деякі картини
- Сад пастора в Нюенені взимку, Амстердам, муніципальний музей
- Сіяч, 1881, Оттерло, Музей Креллер-Мюллер
- Сад священиків у Нюенені навесні, 1884, Амстердам[29].
- Натюрморт з Біблією, 1885, Амстердам, Музей ван Гога
- Вечеря картоплею (Їдці картоплі), 1885, Амстердам, Музей ван Гога
- Череп з цигаркою, 1886, Амстердам, музей ван Гога
- Натюрморт з глечиками і пляшкою, 1884
- Спальня ван Гога,1888, Амстердам, музей ван Гога
- Нічне кафе
- Червоні виноградники в Арлі, Москва
- Рибалка навесні, 1887, Чикаго
- Спогади про сад в Еттені, 1888, Ермітаж
- Сад лікарні в Арлі, Вінтертур, Швейцарія
- Церква в Овері, Париж, музей д'Орсе
- Вулиця в Овері, Гельсінкі, музей
- Ваза з півниками
- Дорога біля Арля, 1888, Померанський державний музей
- Захід сонця біля Монмажур, 1888, Амстердам
- Жнива в Провансі, 1888, Ларен
- Соняшники, 1888, Лондон, галерея Тейт
- Море в Сен-Марі, 1888, Москва
- Стовбур старого дерева, 1888
- Оливкові дерева, 1889
- Квітучий сад з краєвидом Арля, 1889, Мюнхен, Нова пінакотека
- Стілець ван Гога, 1889, Лондон, галерея Тейт
- Зоряна ніч, 1889, Метрополітен-музей, Нью-Йорк
- Садові півники,1889
- Сад лікаря Ремі, 1889, Ессен, музей Фолькванг, Німеччина
- Халупки, 1890, Ермітаж
- Шлях з кипарисами, 1890
- Пейзаж в Овері, 1890, Москва

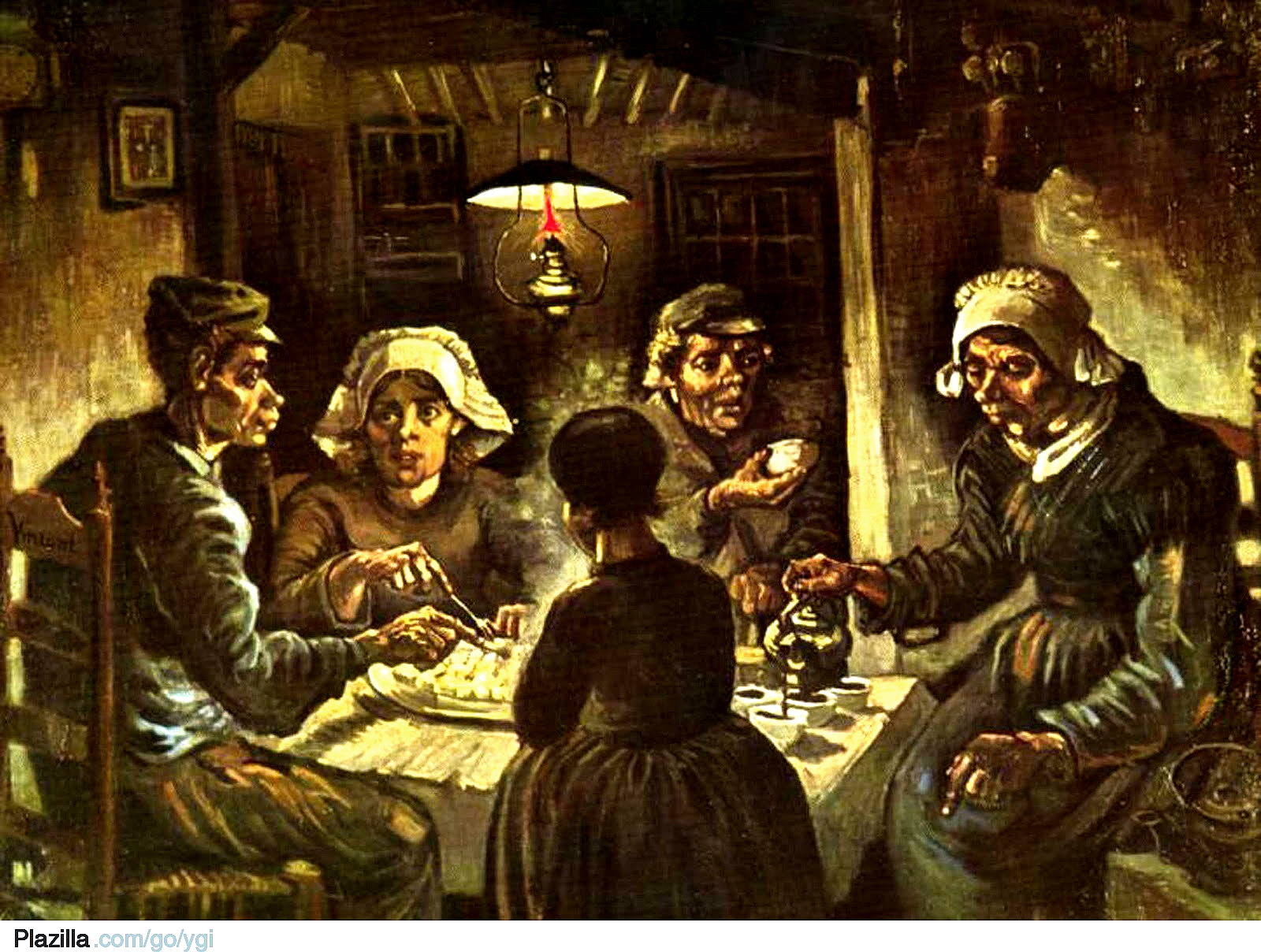
«Їдці картоплі» (1885)
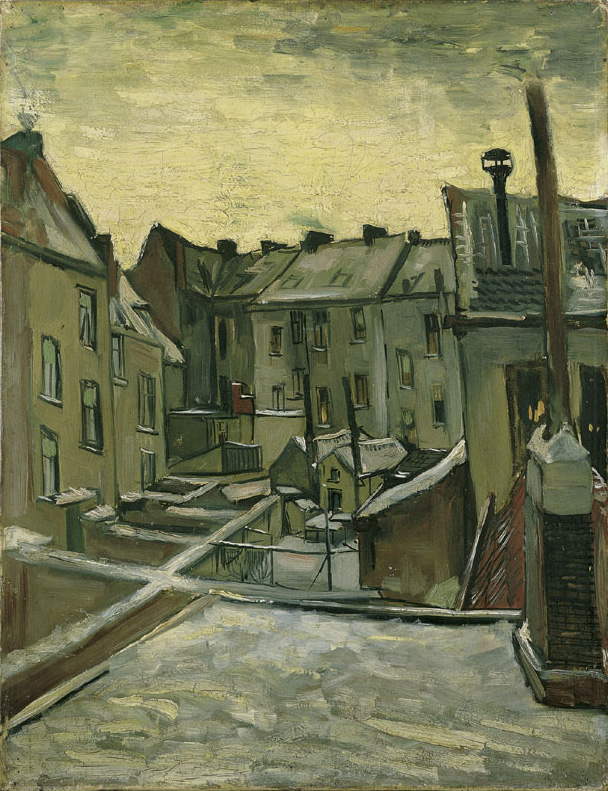
«Задній двір в Антверпені» (1885)
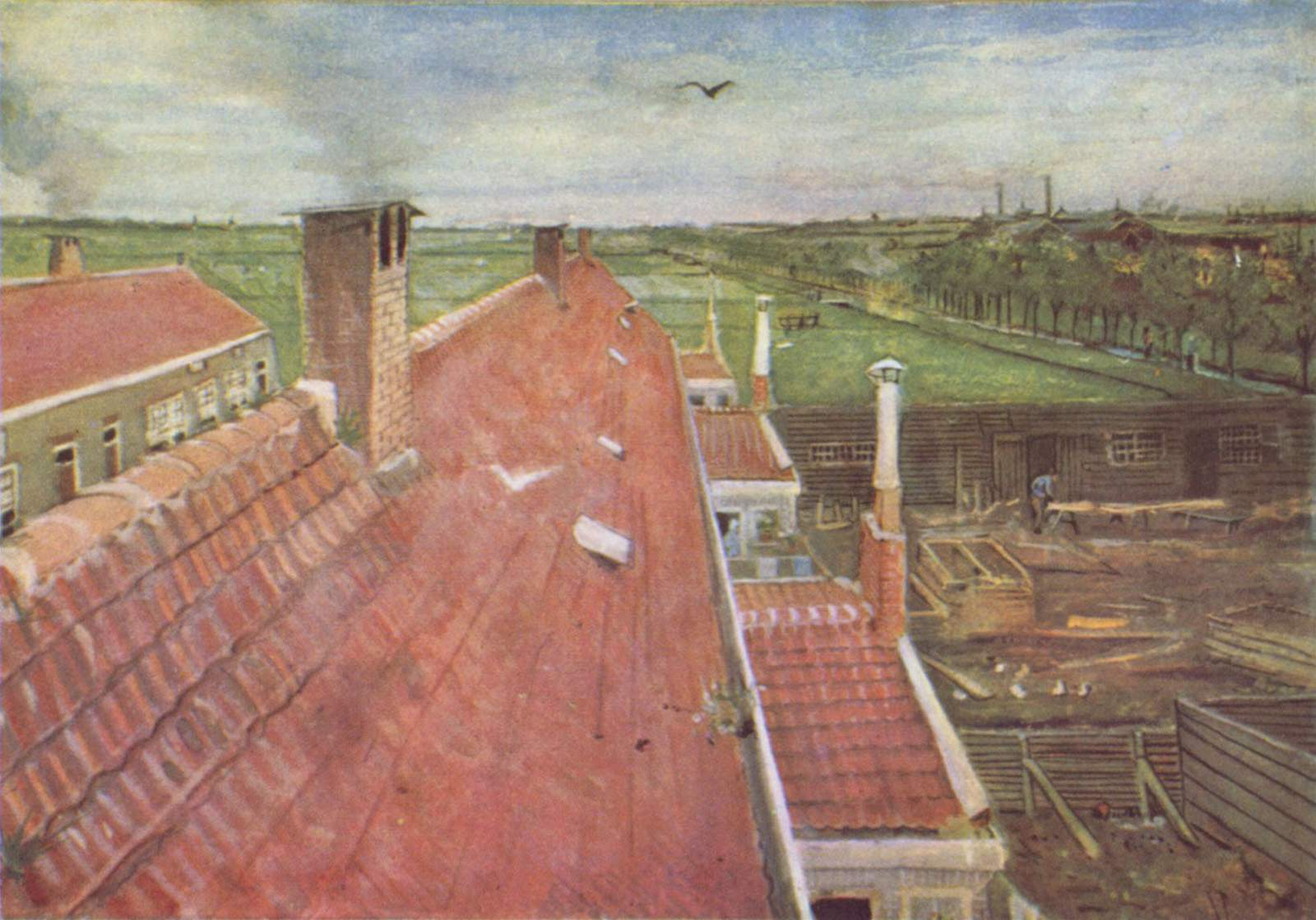
«Краєвид з вікна майстерні в Гаазі» (1882)
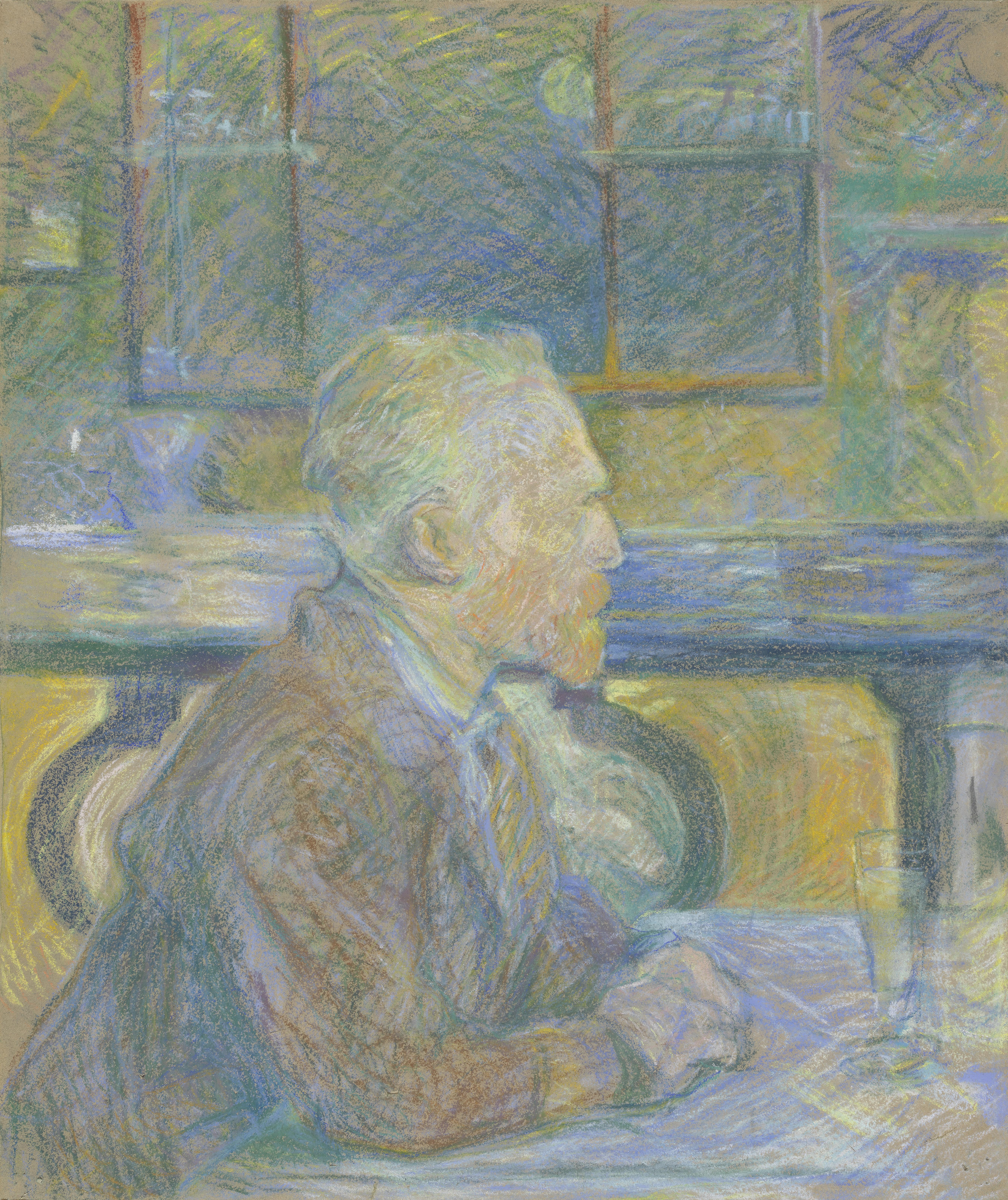
Портрет ван Гога роботи Тулуз-Лотрека (1887)
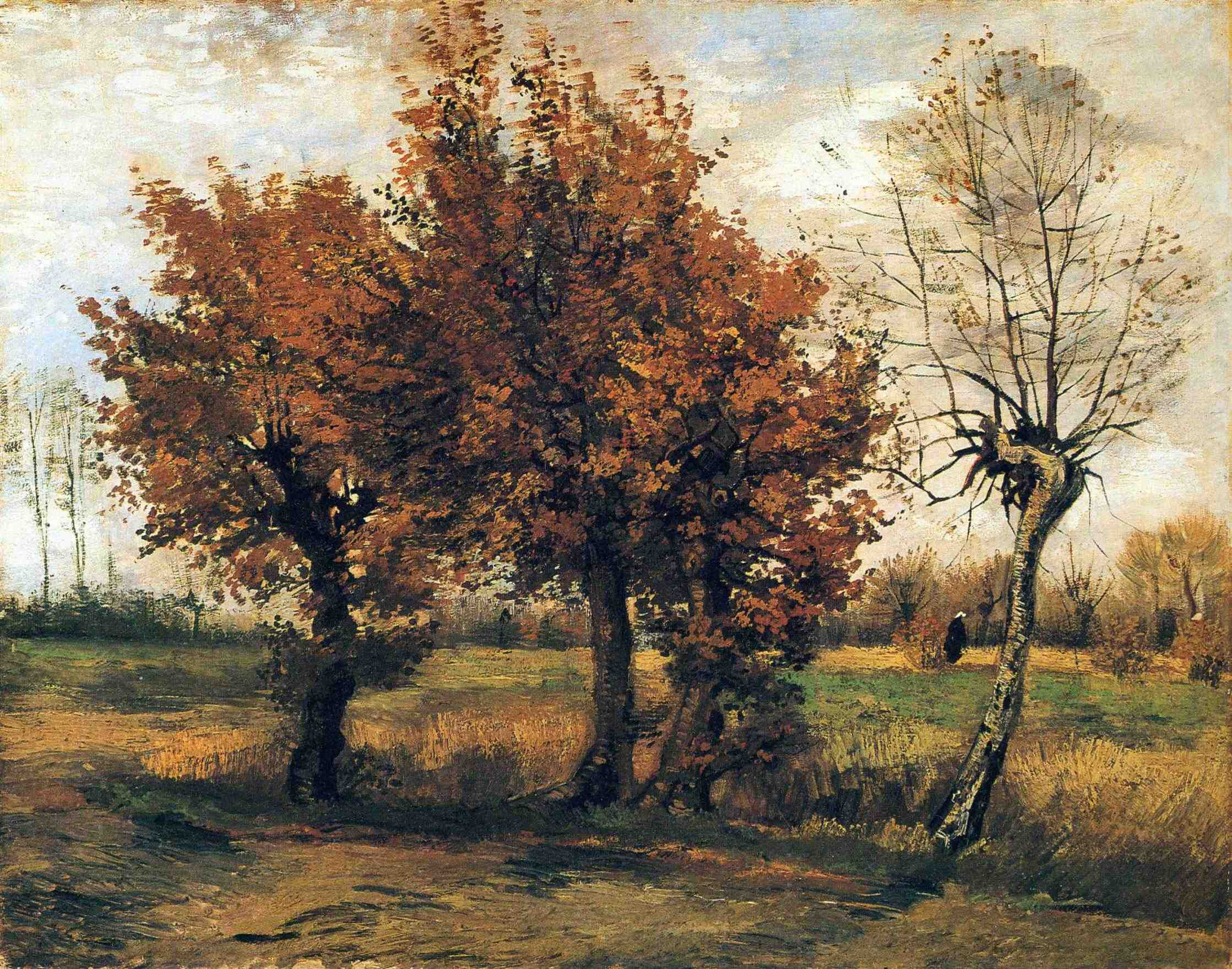
«Осінь. Пейзаж із чотирма деревами», 1885
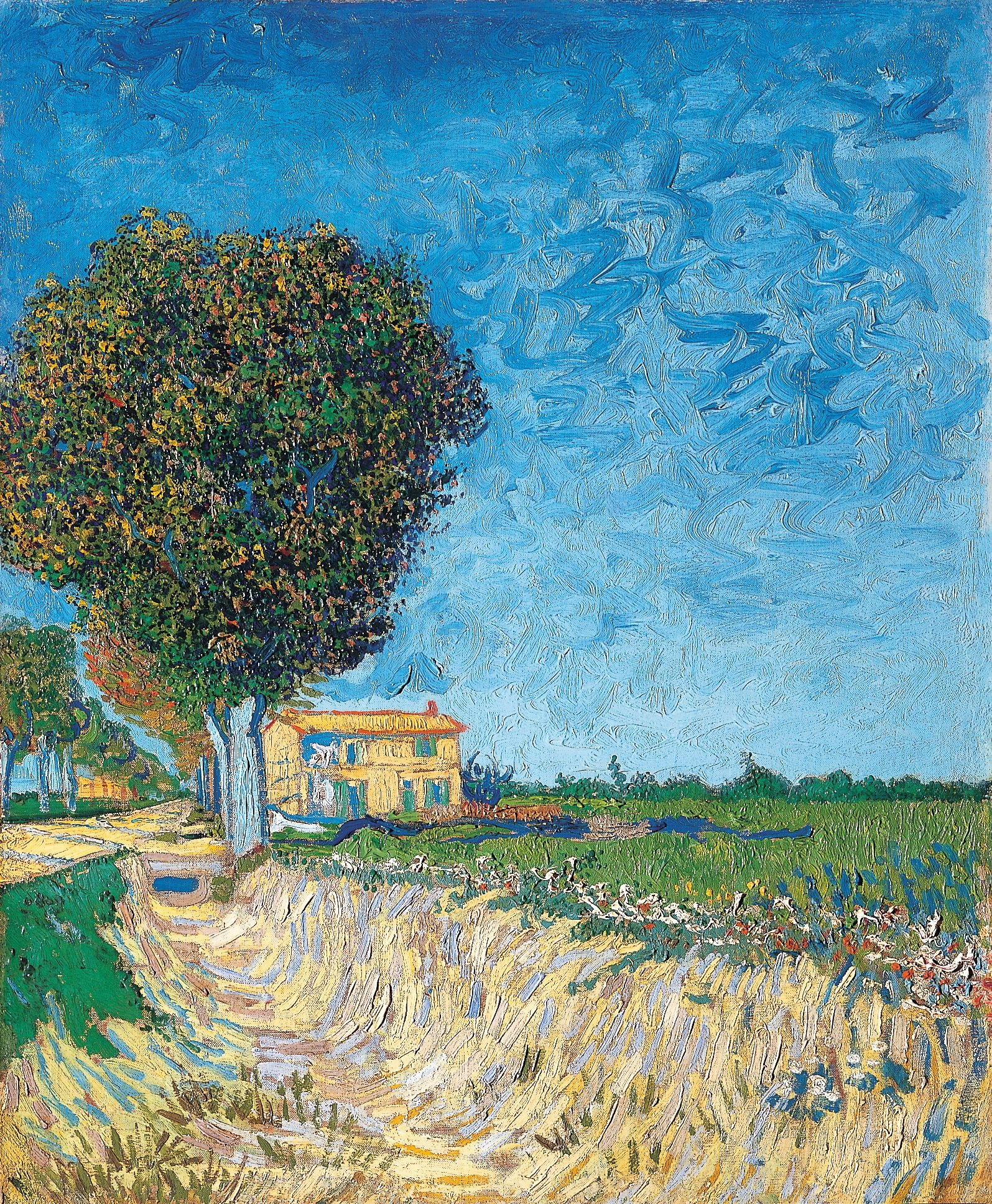
Дорога біля Арля (1888)
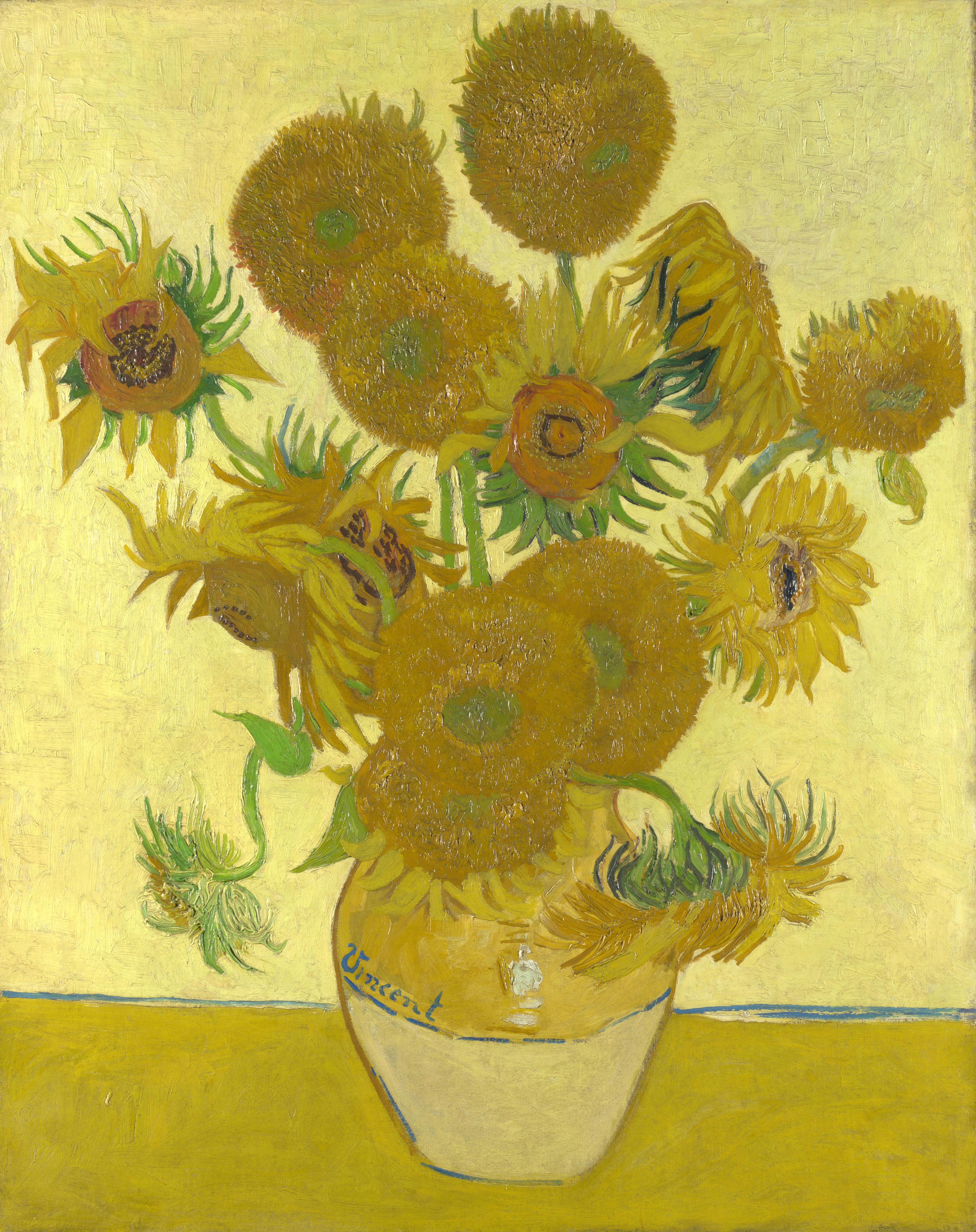
«Соняшники» (1888)
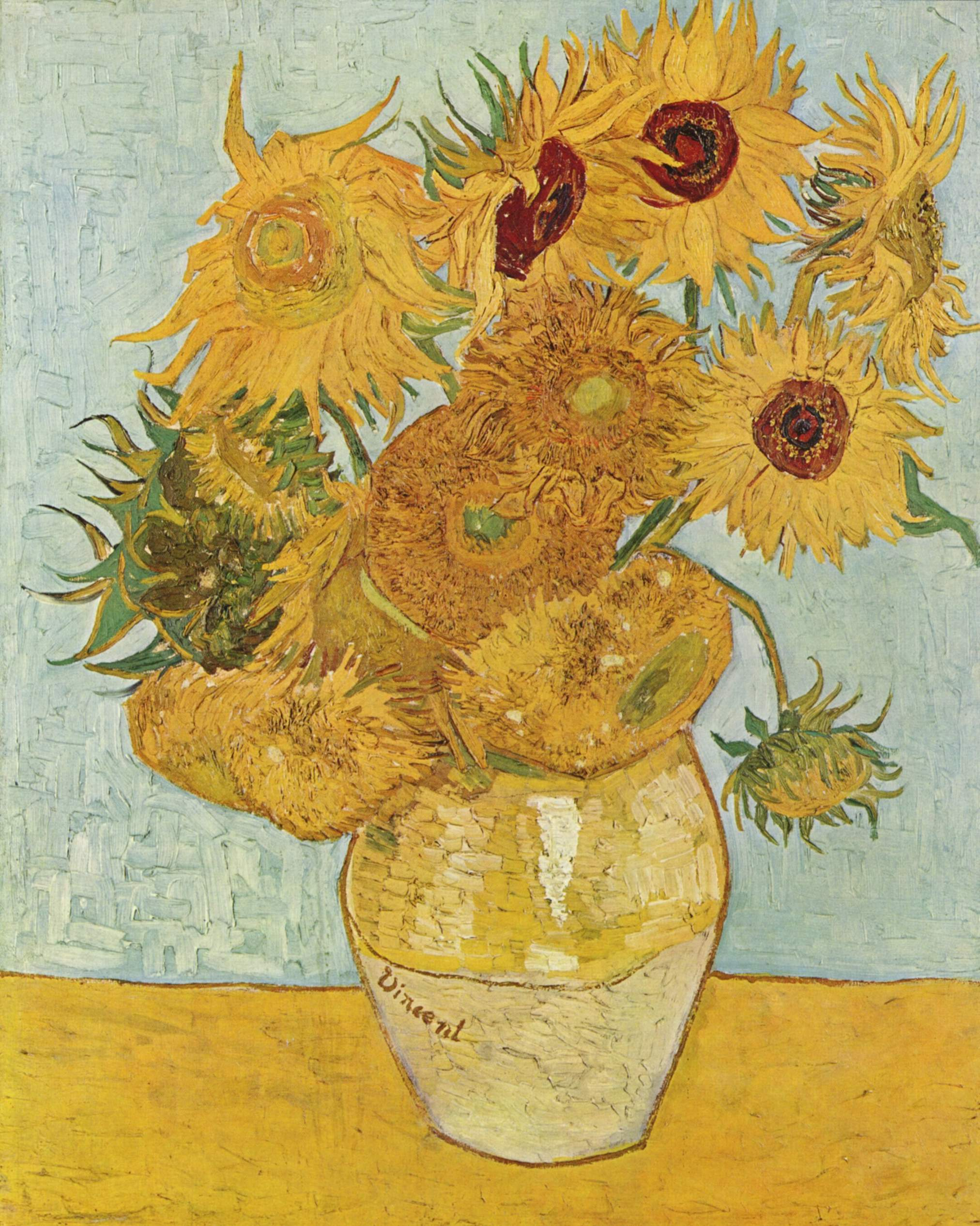
«Соняшники» (1888)
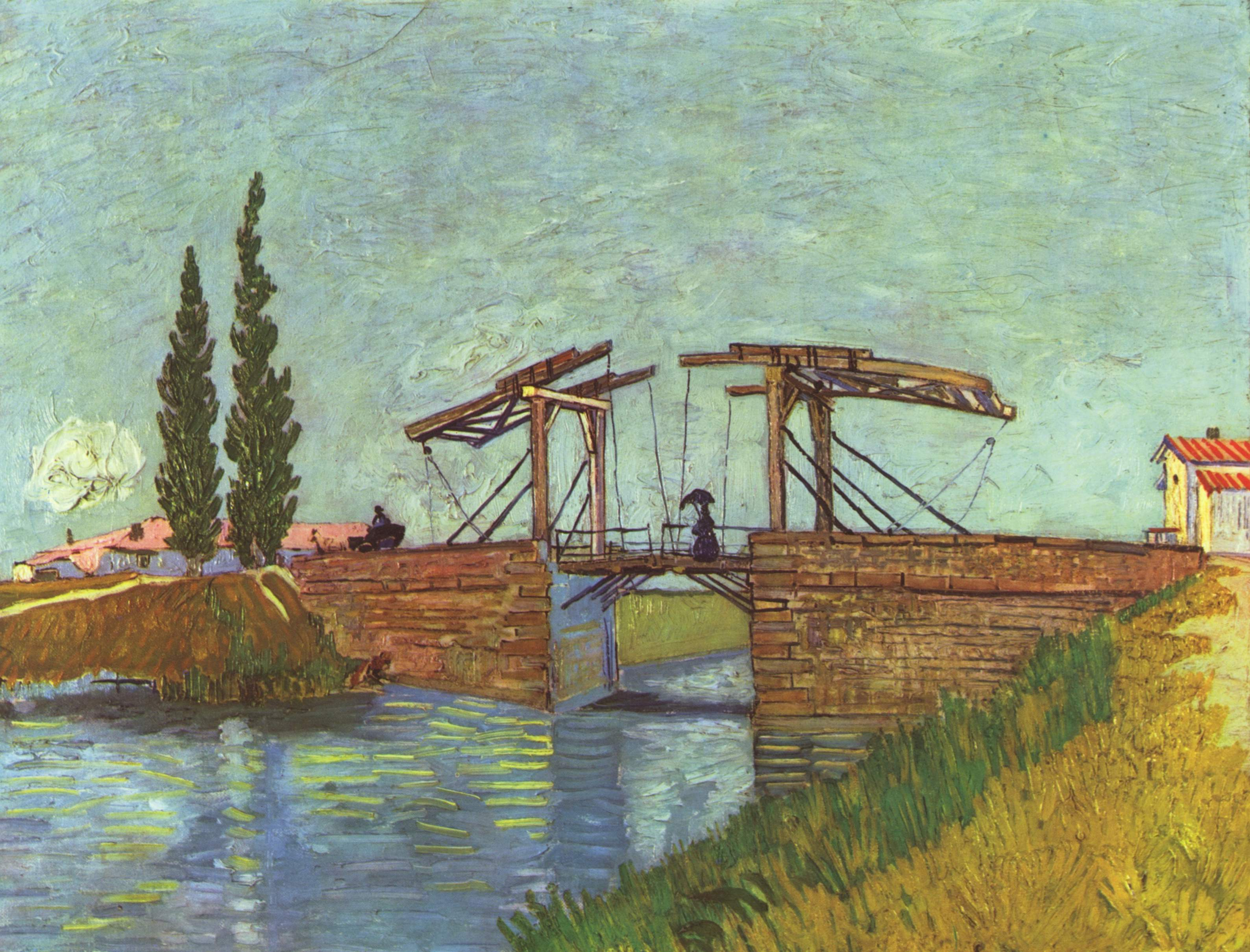
«Міст де л'Англуа» (1888)
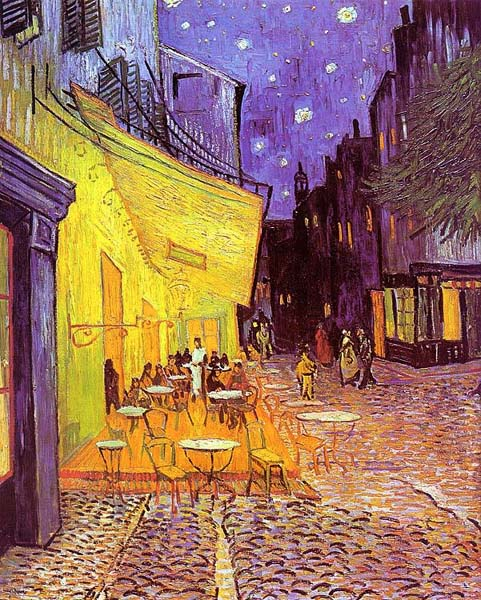
«Нічна тераса кафе» (1888)
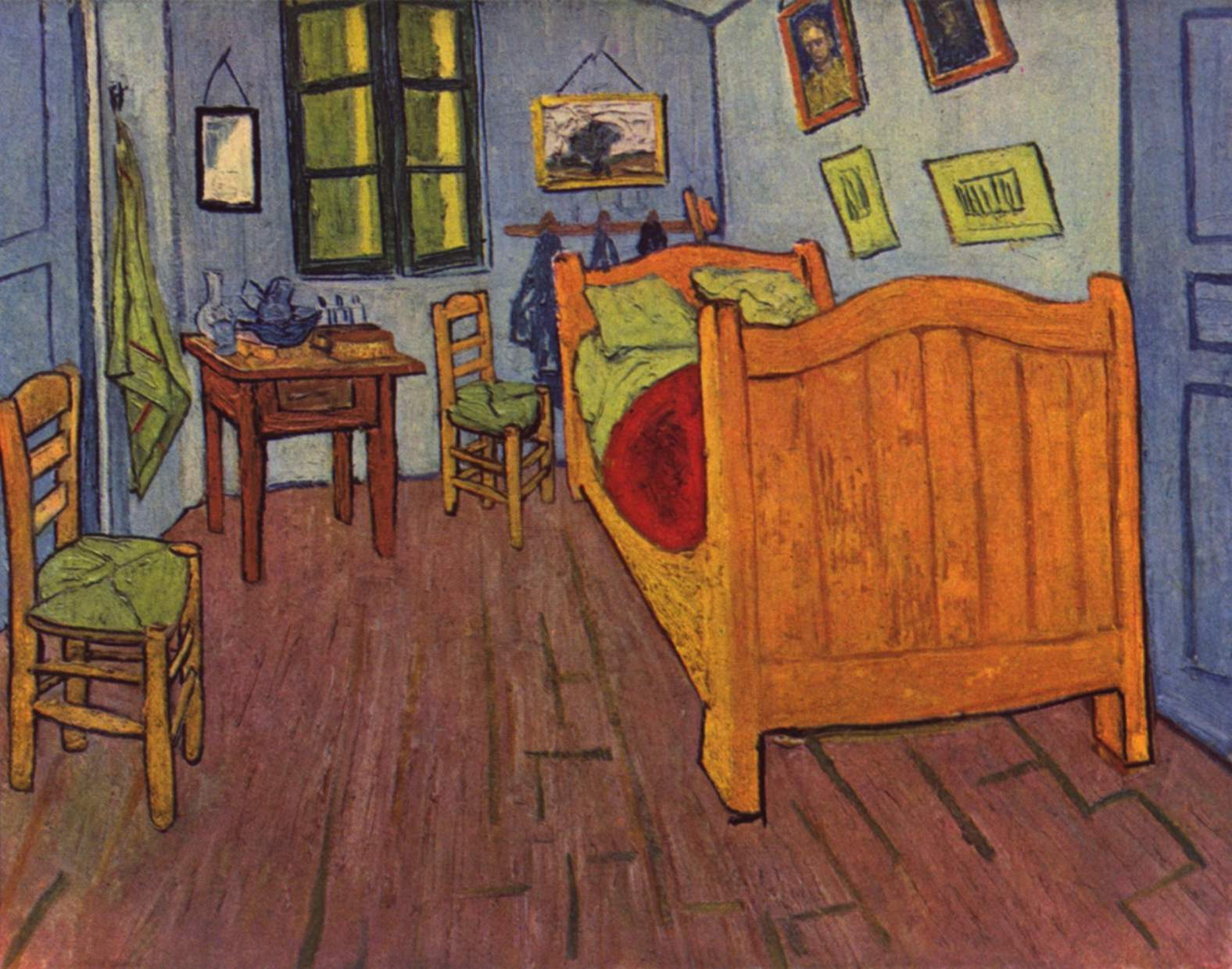
«Спальна кімната в Арлі»
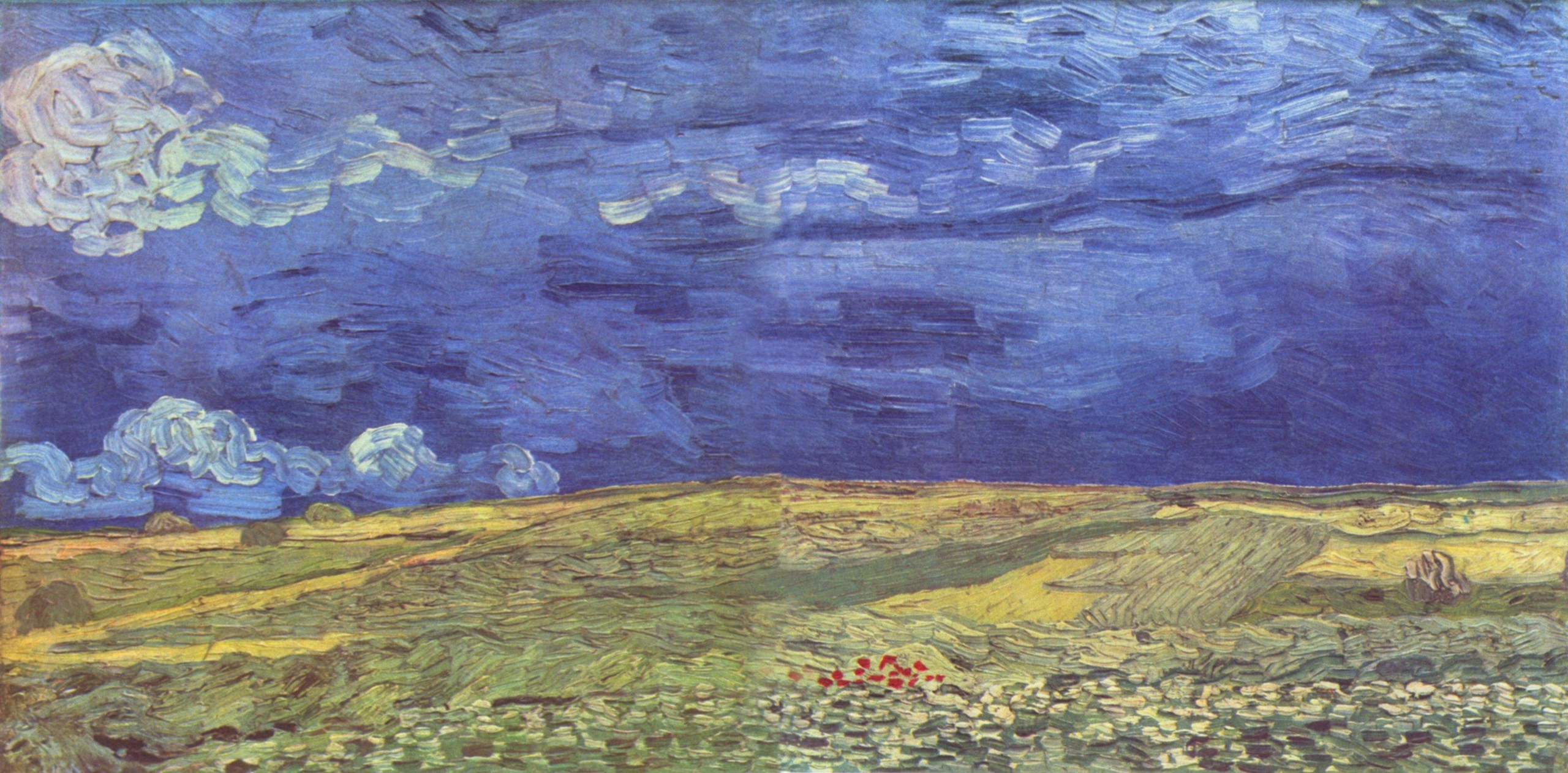
«Поле під грозовим небом»
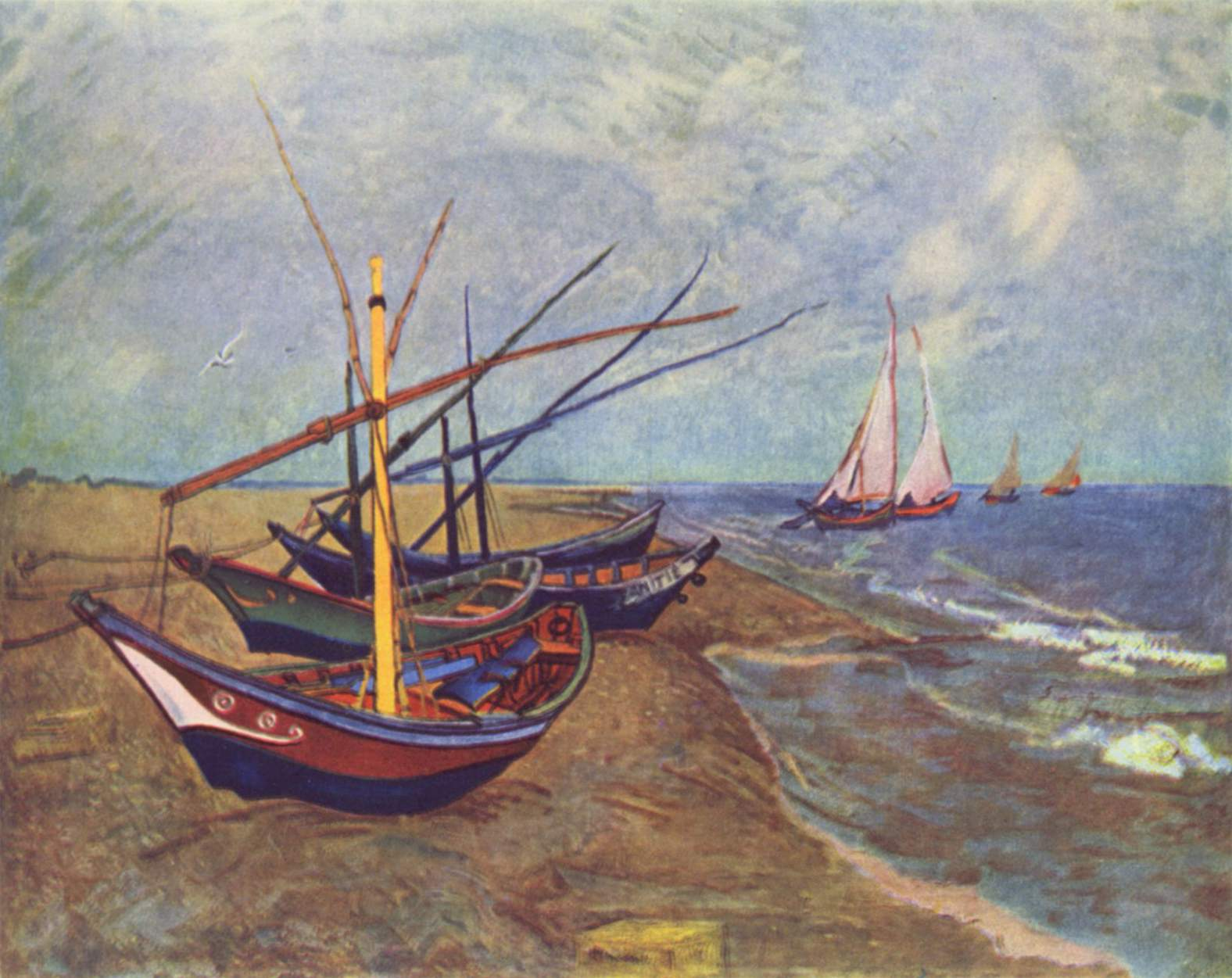
«Човни на пляжі Сент-Мар де-ля-Мер» (1888)
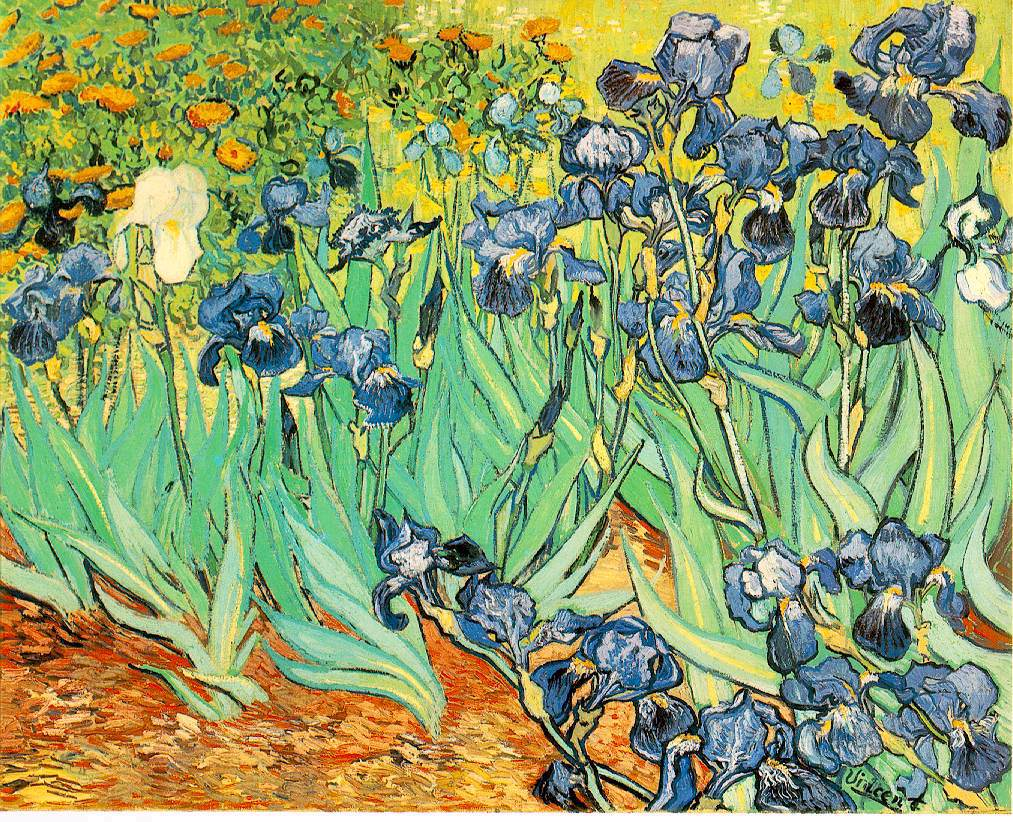
«Іриси» (1889)
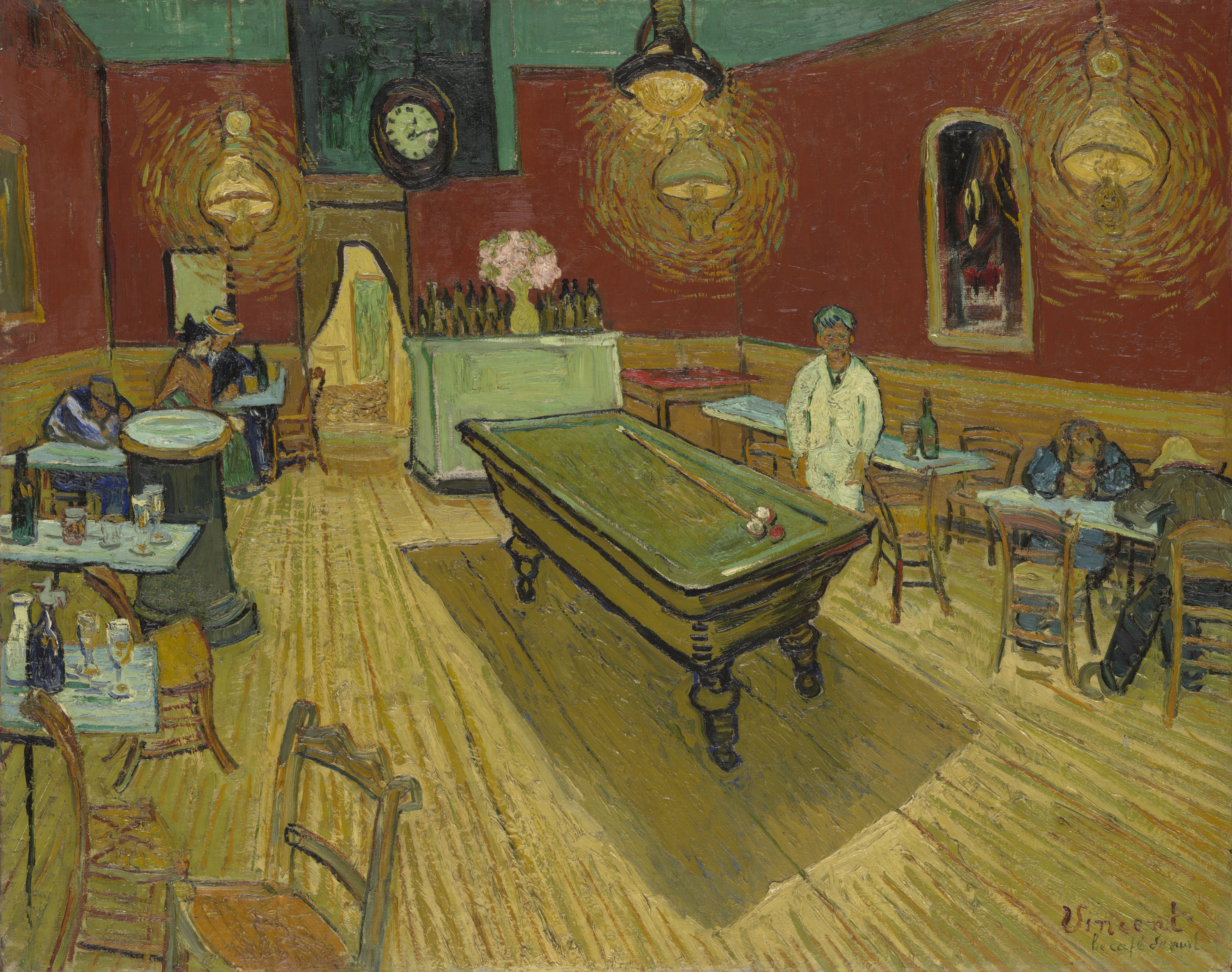
«Нічне кафе» (1888)
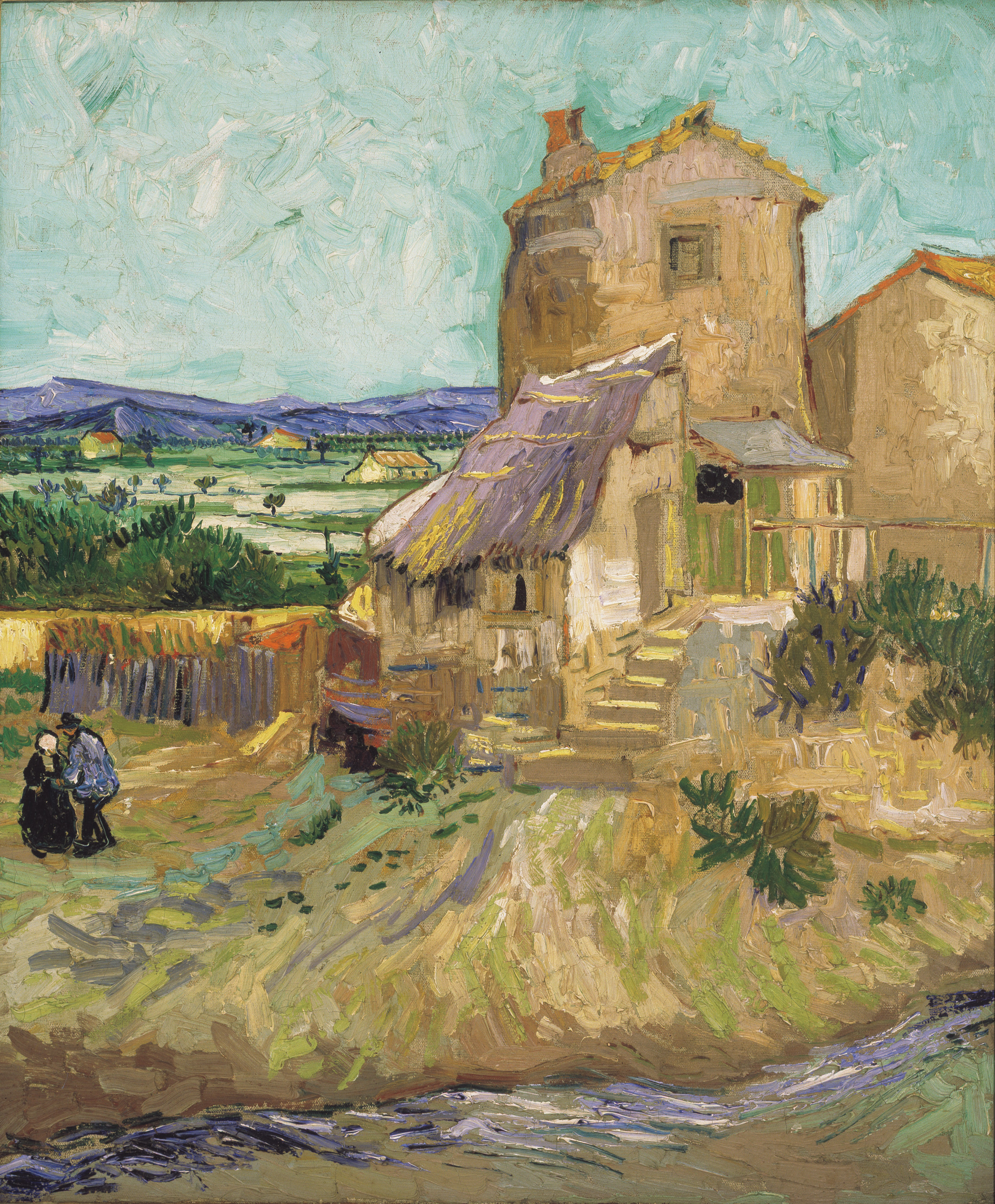
«Арль — старий млин» (1888)
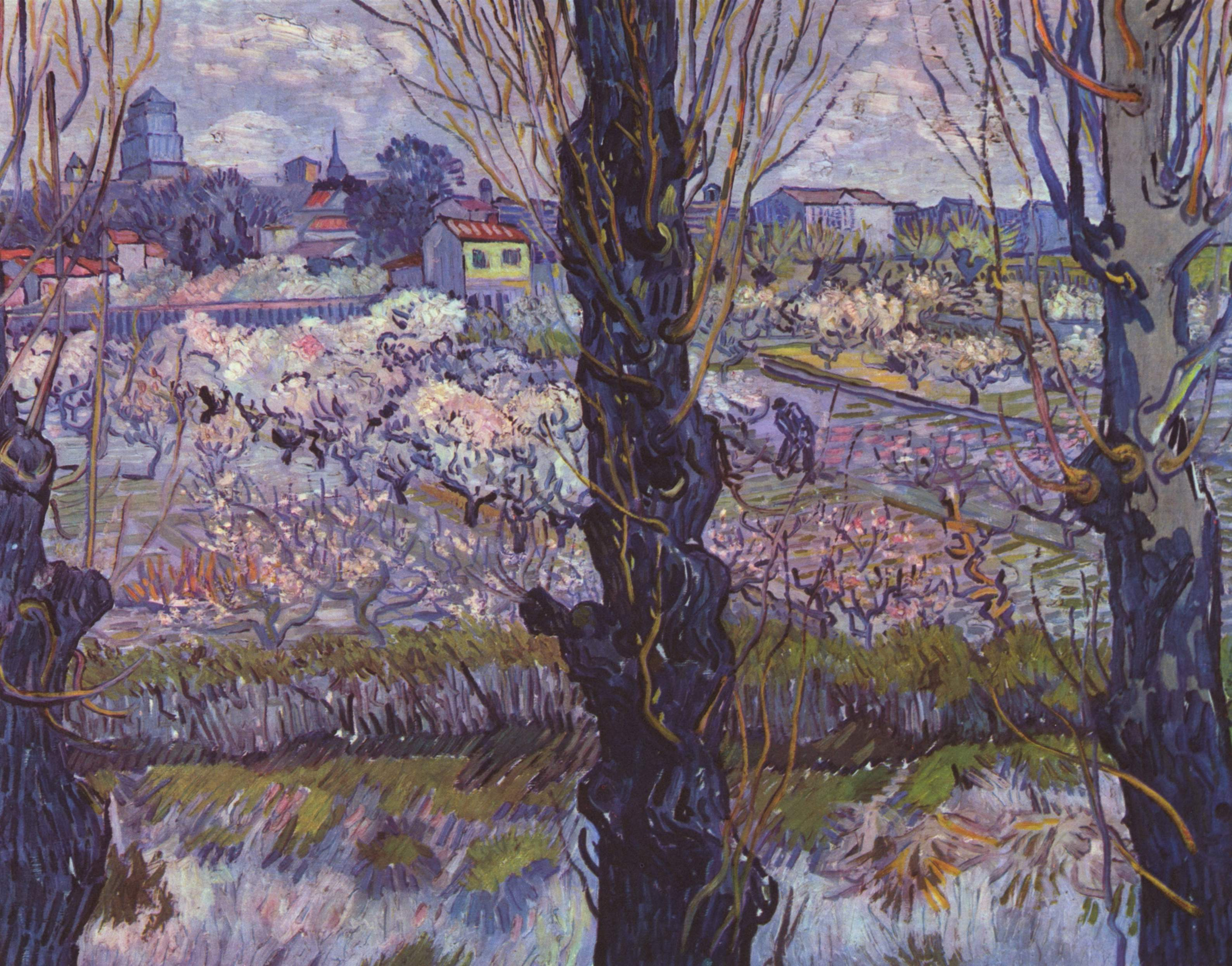
«Квітучий сад з краєвидом Арля» (1889)
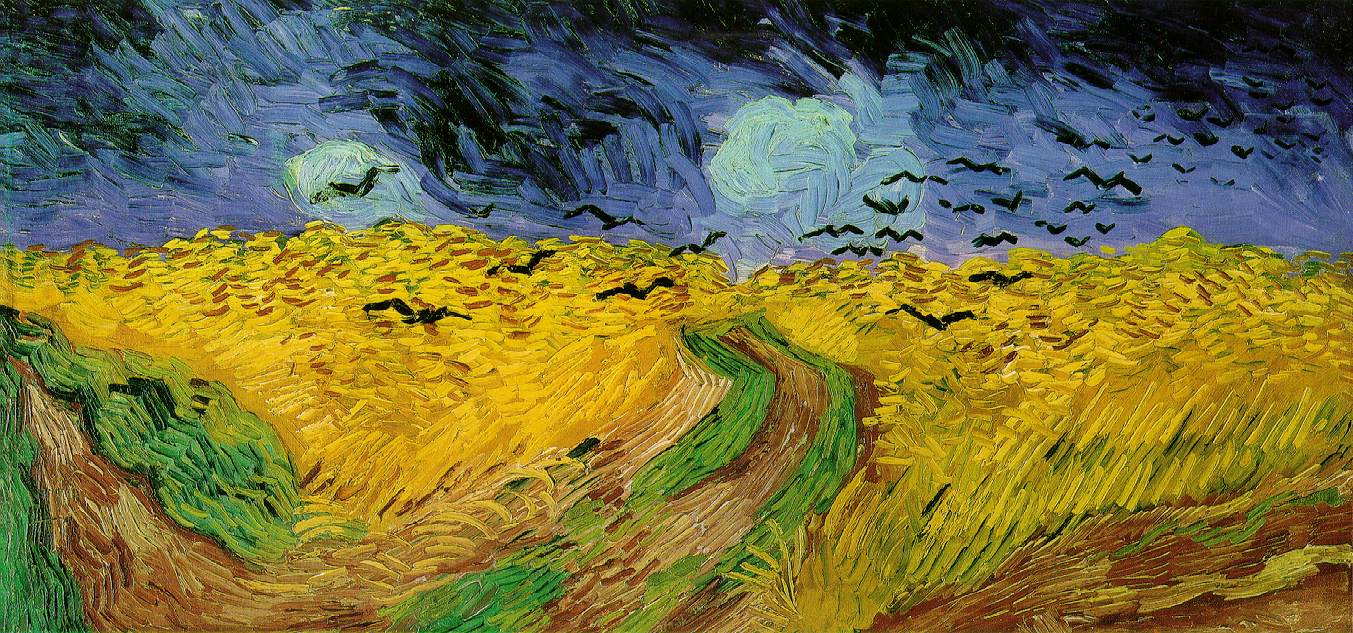
«Пшеничне поле з круками» (1890)
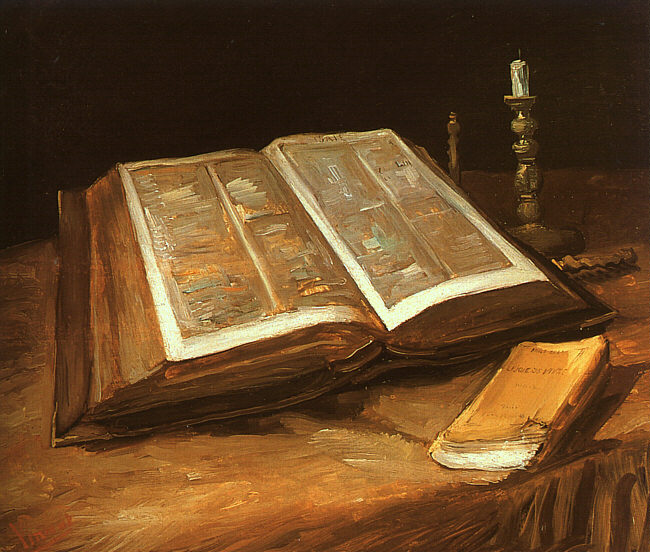
Натюрморт з Біблією, 1885, Музей Ван Гога, Амстердам
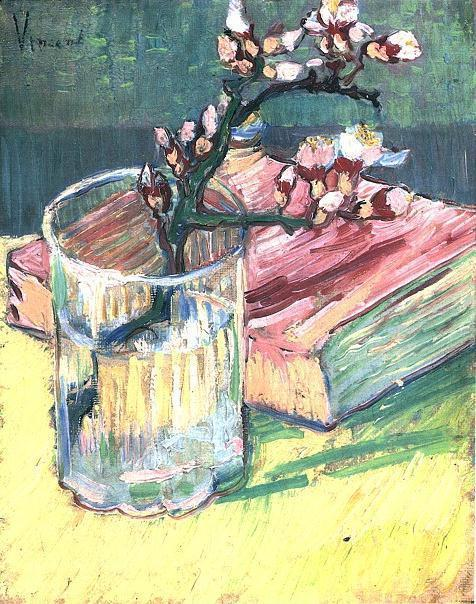
Гілка мигдалю та книга
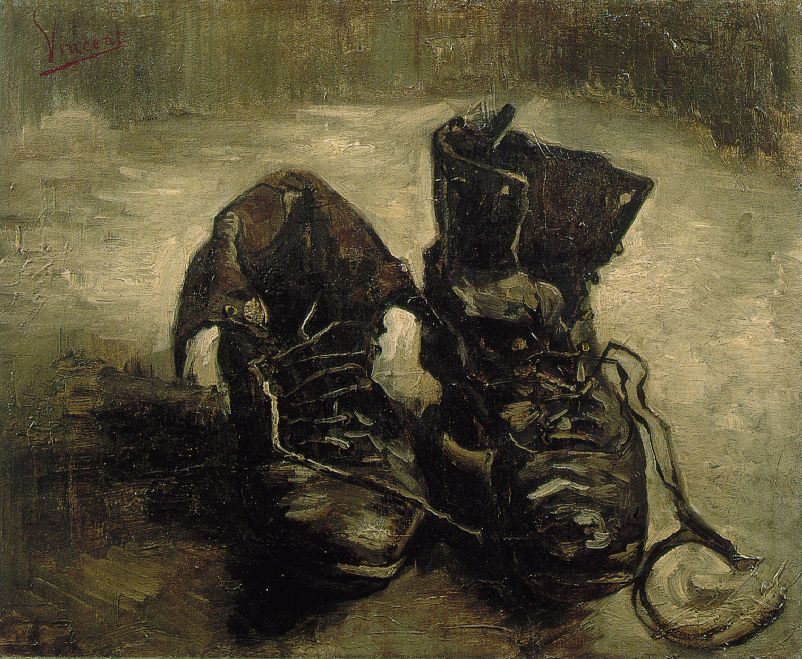
Два черевики, 1887
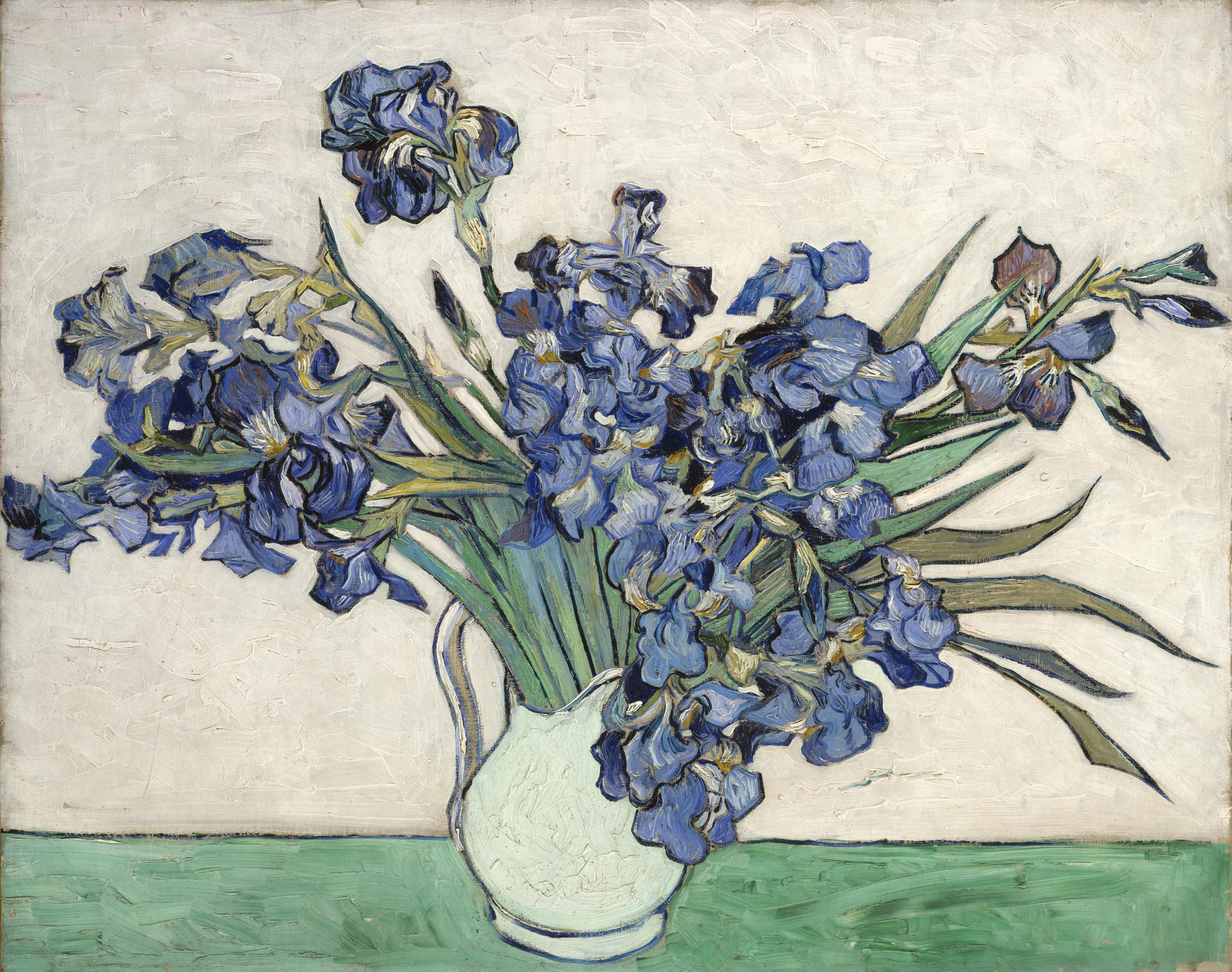
Півники в вазі, 1890

## Малюнки в творчості ван Гога

« Розбурханий пейзаж з вітряком і деревом»
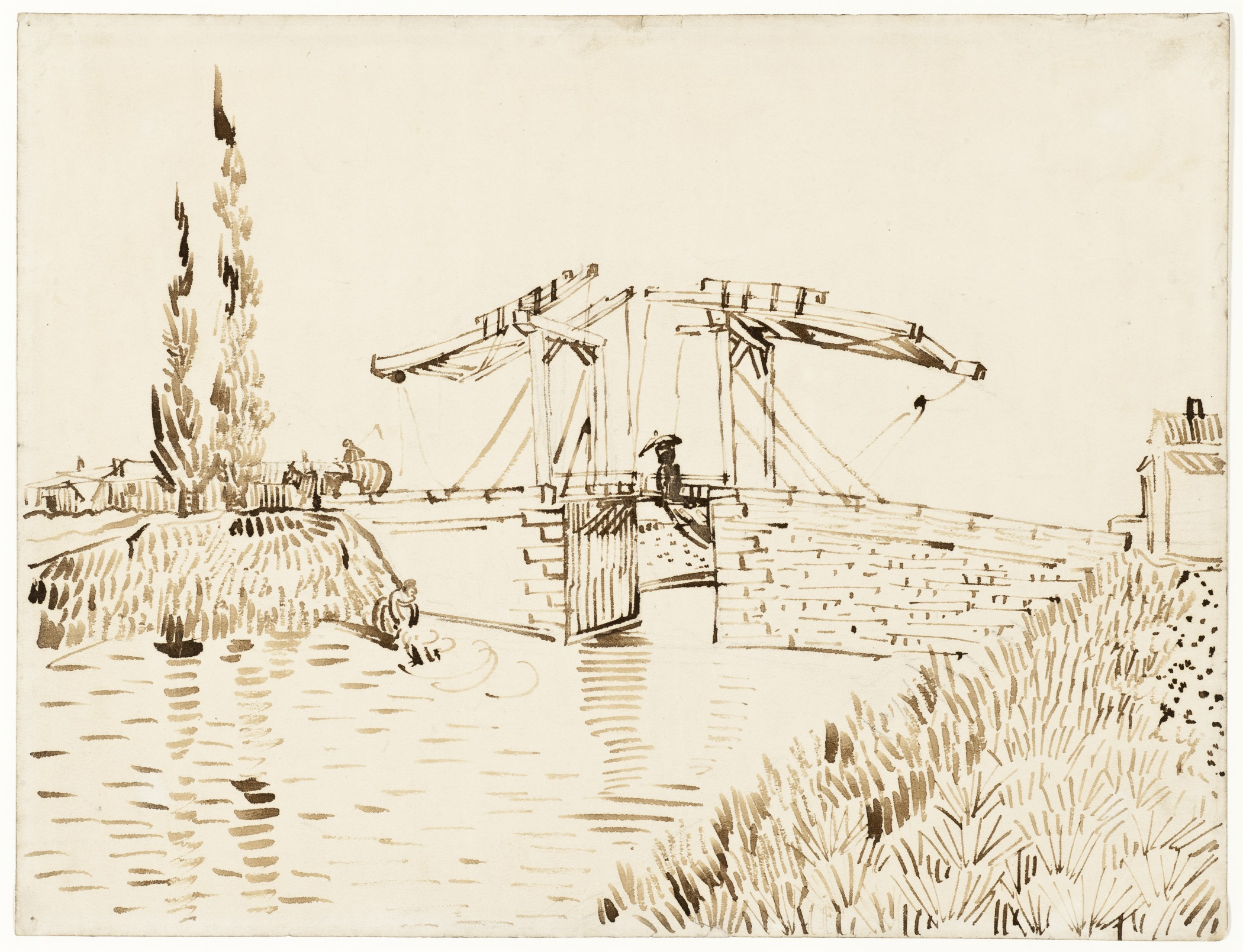
«Міст в Ланглуа», 1888, Музей мистецтв округу Лос-Анжелес
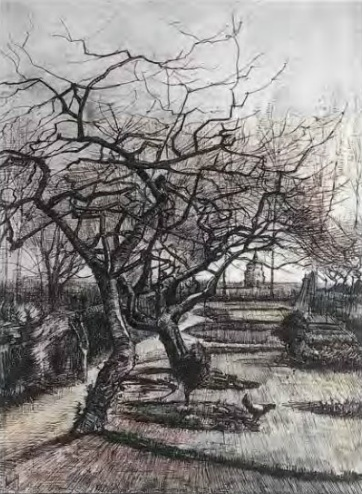
«Сан пастора в Нюенені», 1884, Міський музей, Амстердам
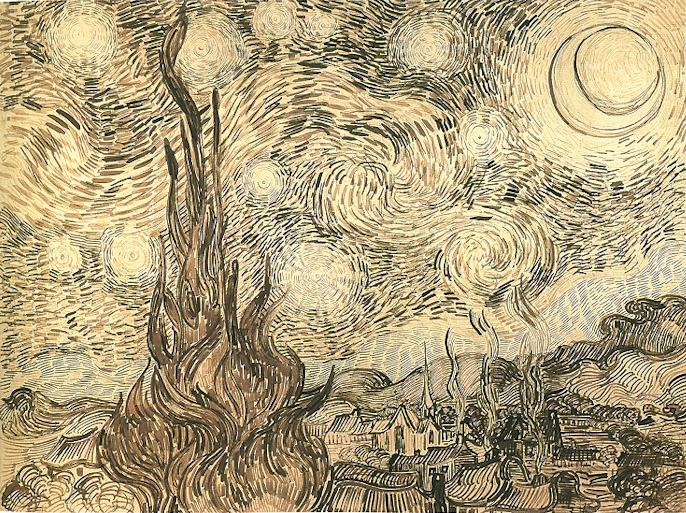
«Зоряна ніч», 1889, Бремен

## Образ у мистецтві

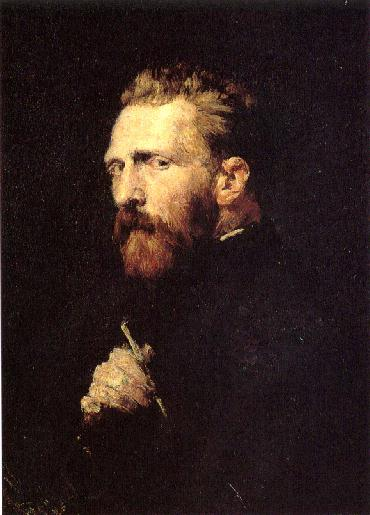
Джон Пітер Рассел. «Портрет ван Гога», 1886. Музей ван Гога, Амстердам.

### У літературі
- Дитячі роки Вінсента описані в книзі «Ірина Хомин про Карла Гаусса, Астрід Ліндґрен, Ніколо Паганіні, Каміллу Клодель, ван Ґоґа, Соломію Крушельницьку» / І. Хомин. — Київ: Грані-Т, 2008. — 135 с. — (Серія «Життя видатних дітей»). — ISBN 978-966-2923-77-3. — ISBN 978-966-465-165-0
- В. Домонтович. Самотній мандрівник простує по самотній дорозі [Архівовано 9 жовтня 2016 у Wayback Machine.]. Біографічна новеля/ В. Домонтович. Проза. Три томи. Т.3. — Сучасність, 1988. — С. 358—466.
- В. Домонтович. Різдвяні листи Вінсента ван Ґоґа/ Там же. С. 496—499.
- Ірвінг Стоун. Жага до життя. Пер. з англ. Анна Марховська. — Київ: «Наш формат», 2020. — 488 с. ISBN 978-617-7863-23-5
- Це Ван Гог / Джордж Роддам ; пер. з англ. Тетяни Савчинської. — Львів : Видавництво Старого Лева, 2018. — 80 с. — ISBN 978-617-679-513-1[30].

### У кіно
- «Ван Гог» (1948) — французький чорно-білий короткометражний документальний кінофільм режисера Алена Рене.
- «Жага до життя» (1956) — американський кінофільм, знятий за однойменним романом Ірвінга Стоуна.
- «Вінсент і Тео» (1990) — біографічна драма режисера Роберта Олтмена.
- «Сни» (1990) — серія з восьми короткометражних фільмів Акіри Куросави, у п'ятому з'являється ван Гог.
- «Vincent et moi» (1990) — французько-канадський фільм Мікаеля Рубо.
- «Ван Гог» (1991) — французький біографічний кінофільм-драма режисера Моріса Піали.
- «Moi, Van Gogh» (2009) — американсько-французький документальний фільм Француа Бертрана.
- «Ван Гог: Портрет, написаний словами» (2010) — фільм Ендрю Хаттона.
- «Vincent and the Doctor» (2010) — 10-ий епізод 5-ого сезону британського науково-фантастичного телесеріалу «Доктор Хто».
- «Sunflower Seed» (2013) — бельгійський короткометражний фільм Паскаля Адана.
- «Le Choix de peindre» (2015) — доку-фікшн Анрі де Жерлаша.
- «З любов'ю, Вінсент» (2017) — британсько-польський анімаційний біографічний фільм, поставлений режисерами Доротеєю Кобелею та Г'ю Велчманом.

## Вшанування
- 4457 ван Гог — астероїд, названий на честь художника;
- Cnemaspis vangoghi — вид ящірок з родини геконових (Gekkonidae), названий на честь художника, описаний у 2024 році;
- у Львові одна із будівельних корпорацій на честь митця назвала житловий будинок на вул. Кульпарківській.